# Capilla Chigi
La capilla Chigi o capilla de la Virgen de Loreto (en italiano: Cappella Chigi o Cappella della Madonna di Loreto) es la segunda capilla del lado izquierdo de la nave de la Basílica de Santa María del Popolo en Roma. Es el único edificio religioso de Rafael que se ha conservado en su forma casi original. La capilla es un tesoro del arte renacentista y barroco italiano y se encuentra entre los monumentos más importantes de la basílica.

## Historia

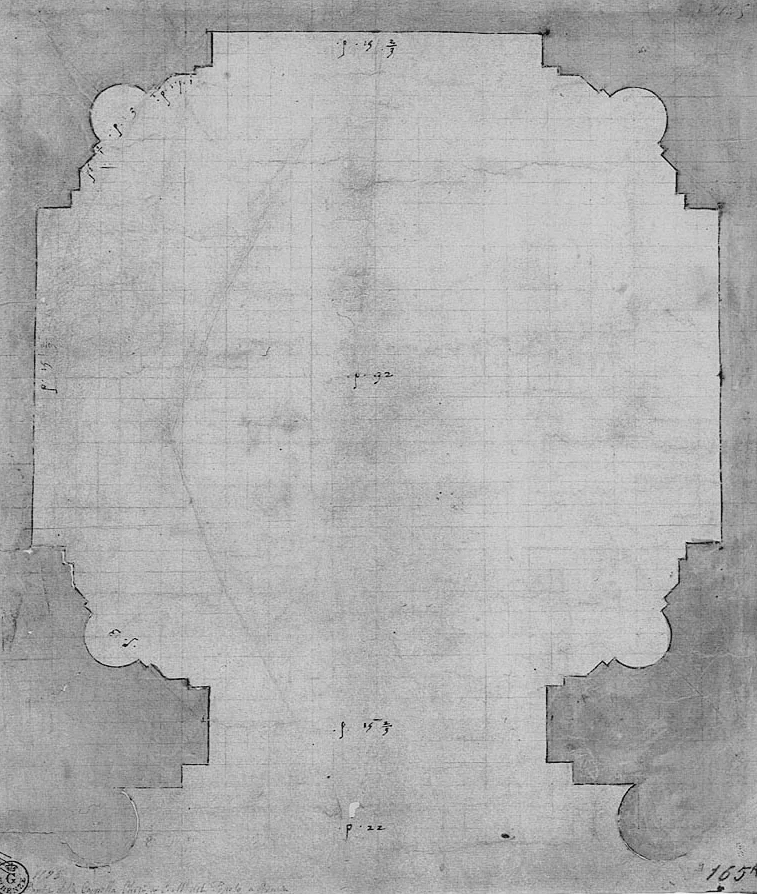
Planta de Rafael, c. 1512

En 1507, Julio II dio su consentimiento para la adquisición de una capilla en la iglesia a su amigo, el rico banquero y financiero sienés de la Curia Romana, Agostino Chigi. Chigi había comprado la segunda capilla en la nave norte, y su dedicación fue cambiada por una bula papal el 3 de diciembre de 1507 de los santos Sebastián, Roque y Segismundo a la Virgen de Loreto, de cuyo santuario Agostino era apasionadamente devoto, y a los santos Agustín y Sebastián. La bula también declaró que la capilla estaba destinada a ser un mausoleo para Agostino y sus herederos, "deseando cambiar las cosas terrenales por las celestiales y las transitorias por las eternas mediante un afortunado intercambio".
La capilla fue probablemente reconstruida desde cero con Rafael como arquitecto. En la galería Uffizi de Florencia se conservaba una planta atribuida al artista, que presumiblemente fue dibujada al principio de la obra hacia 1512. Una inscripción en la cúpula marcó la finalización de los mosaicos en 1516. En los años siguientes Lorenzetto trabajó en la decoración arquitectónica de la capilla y de las estatuas bajo el patrocinio de Rafael. El tema iconográfico principal de la capilla era la Resurrección; y visualmente representaba un matrimonio entre el cristianismo y la antigüedad clásica.
Agostino Chigi fue enterrado en la capilla a medio terminar el 11 de abril de 1520, y el mismo Rafael había muerto unos días antes que Agostino. La viuda de Agostino Chigi, Francesca Ordeasca, encargó al mosaiquista Luigi da Pace el 31 de mayo de 1520 la creación de otro conjunto de mosaicos para la decoración prevista del tambor y los tímpanos, pero murió el mismo año el 11 de noviembre. La muerte simultánea del artista, del mecenas y de la viuda del mecenas obstaculizó la obra de la capilla. El hermano menor de Agostino, Sigismondo Chigi, encargó a Lorenzetto que continuara con el plan de Rafael en 1521. Pero la obra avanzó lentamente y la muerte de Sigismondo en 1526 dejó todo en el limbo. Vasari registra en sus Vidas, hablando de las estatuas de Jonás y Elías:

(...) los herederos de Agostino, con escaso respeto, permitieron que estas figuras permanecieran en el taller de Lorenzetto, donde permanecieron durante muchos años. [...]  Lorenzo se encontró por el momento con que había tirado por la borda su tiempo y su trabajo.

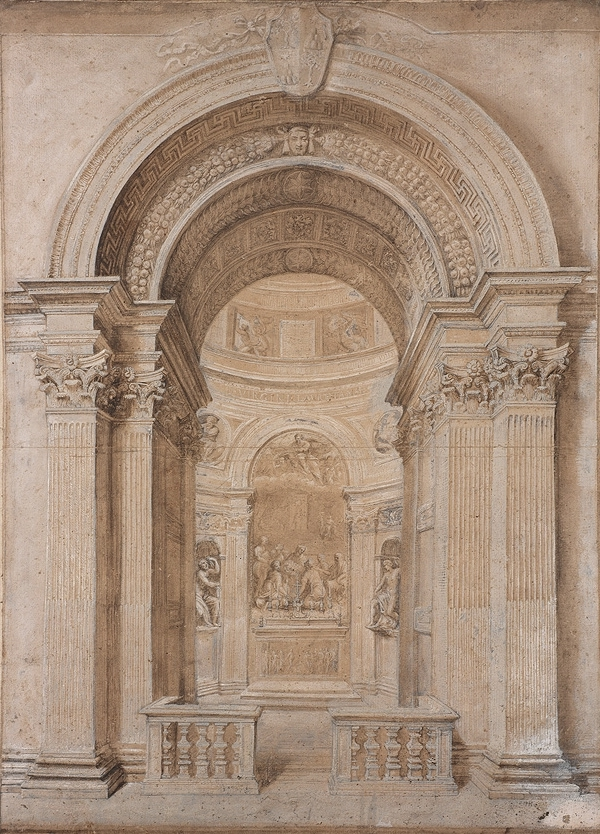
Dibujo del taller de Gian Lorenzo Bernini, c. 1655

El retablo mayor, un mural que representa el nacimiento de la Virgen por Sebastiano del Piombo, se inició en 1530 pero quedó inacabado en 1534. Las obras de la capilla se reanudaron en 1548, cuando se encargó a Francesco Salviati la realización de frescos en el tambor y en los tímpanos, aunque Rafael tenía la intención de realizar mosaicos en estas superficies. También completó el mural sobre el altar mayor. En 1552 Lorenzo Chigi pagó su deuda a los herederos de Lorenzetto, y las dos estatuas fueron finalmente colocadas en la capilla. Después de esto, la capilla fue inaugurada por primera vez en 1554.
Tras la muerte de Lorenzo Chigi y su entierro en la capilla en 1573, la familia desapareció de Roma y su capilla fue abandonada. En 1624 el monumento funerario del cardenal Antonio Pallavicino fue trasladado a la capilla desde el crucero y colocado por los frailes delante de la pared izquierda. El bisnieto de Sigismondo Chigi, Fabio, hizo su primera visita a la capilla abandonada en 1626. La encontró en un estado de grave deterioro y se quejó de la presencia del monumento de Pallavicini en una carta a su tío (más tarde logró trasladar esta tumba al baptisterio cercano, pero aún estaba en la capilla en 1629). Fabio Chigi recuperó la propiedad después de un litigio de tres años con los Agustinos. Aunque el debate se resolvió en 1629, debido a la larga ausencia de Chigi de Roma en su carrera eclesiástica, la capilla permaneció abandonada en las siguientes décadas.
Los cambios más importantes fueron llevados a cabo por Gian Lorenzo Bernini entre 1652 y 1655. Las obras comenzaron en serio cuando Fabio Chigi se convirtió en cardenal-sacerdote de la basílica. Bernini terminó las pirámides, colocó el piso actual, levantó el altar, amplió ligeramente las ventanas, renovó el techo de plomo, volvió a dorar y limpió la cúpula. Los paneles de madera pintados por Raffaello Vanni fueron colocados en los lunetos sobre las tumbas. En 1656 y 1661 Bernini llenó los nichos restantes con dos nuevas estatuas que representaban a Daniel y el león y a Habacuc y el ángel. En 1682-88 se realizó una nueva  restauración.

## Descripción
Exterior

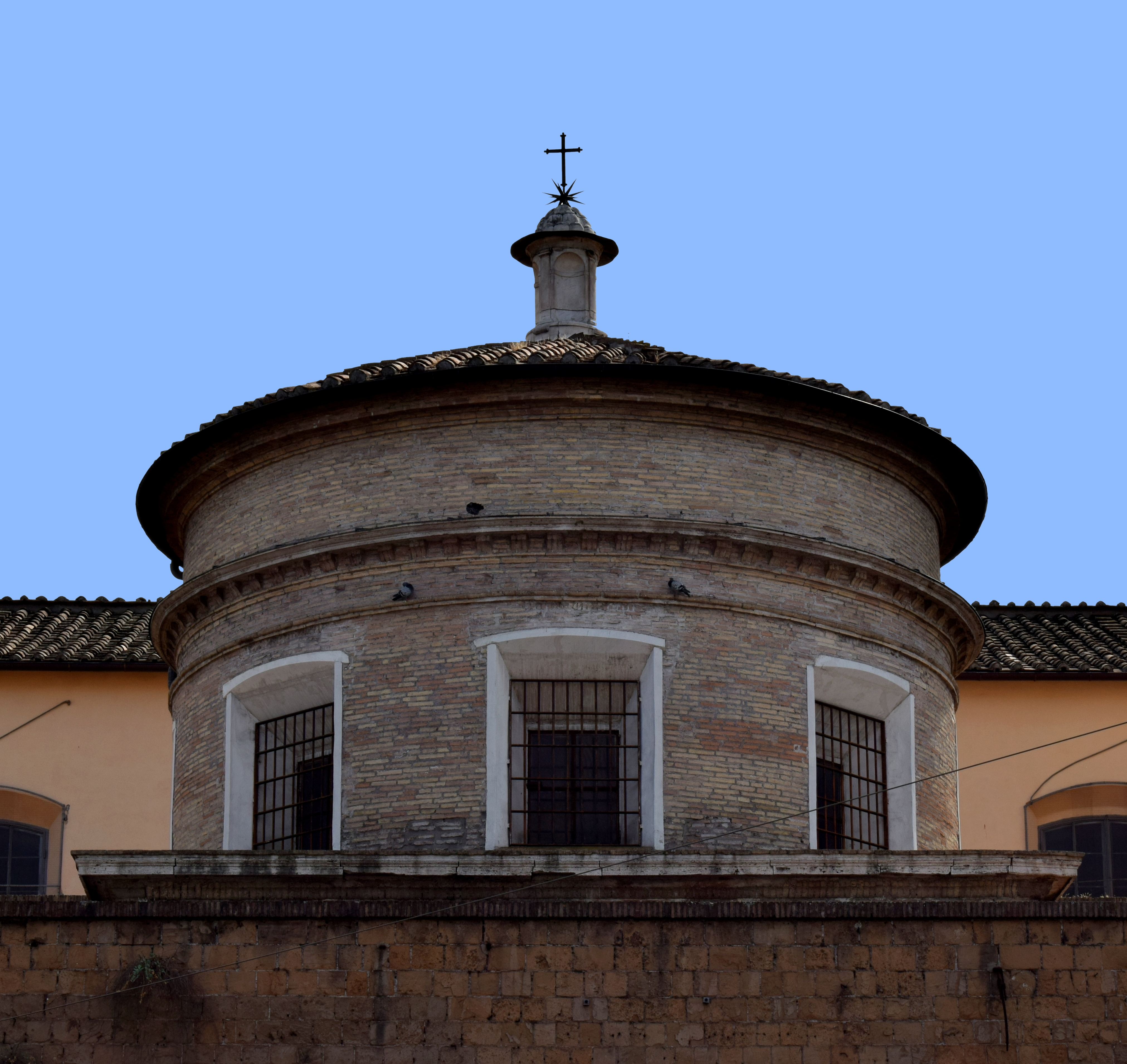
Vista exterior de la parte superior de la capilla detrás de la muralla de la ciudad.

El exterior de la capilla es muy sencillo: un cubo oblongo de ladrillo visto, rematado por un tambor cilíndrico perforado con grandes ventanales rectangulares. El cubo está rematado con una cornisa de piedra mientras que el tambor está decorado con una moldura de ladrillo modillón. El techo cónico bajo está cubierto de tejas, pero originalmente estaba emplomado. La cúpula está coronada por un pequeño farolillo de piedra que tiene nichos en lugar de ventanas entre pilastras toscanas y su base está decorada con cuatro pergaminos. Este templo redondo en miniatura está rematado con los símbolos de la familia Chigi, las montañas y la estrella con una cruz. El exterior es prácticamente invisible debido a la ubicación de la capilla detrás de la muralla, la Porta del Popolo y el cuerpo principal de la basílica. Su simplicidad y severa apariencia se basó en la recepción de antiguos edificios romanos de planta central, como por ejemplo el Templo de Minerva Medica.
Interior
El plan centralizado de Rafael se inspiró en los diseños de Bramante para la nueva Basílica de San Pedro. Otra fuente de inspiración fue el Panteón con su cúpula, revestimientos de mármol y pilastras corintias. El sencillo cubo está rematado por una cúpula semiesférica que descansa sobre un tambor alto al que penetra una hilera de ventanas que permiten la entrada de luz a la capilla. Las pechinas trapezoidales fueron las características de Bramante, pero toda la concepción del espacio, que requiere que el espectador mire desde varios puntos de vista para captar su esplendor, es nueva y única. Los muros laterales están formados por arcos de medio punto, de los cuales sólo el arco de entrada está abierto, los demás son ciegos; se alternan con esquinas canteadas en las que se enmarcan nichos con cabeza de concha entre pilastras corintias. El uso sutil de los mármoles de colores enfatiza los elementos individuales de la arquitectura clásica.

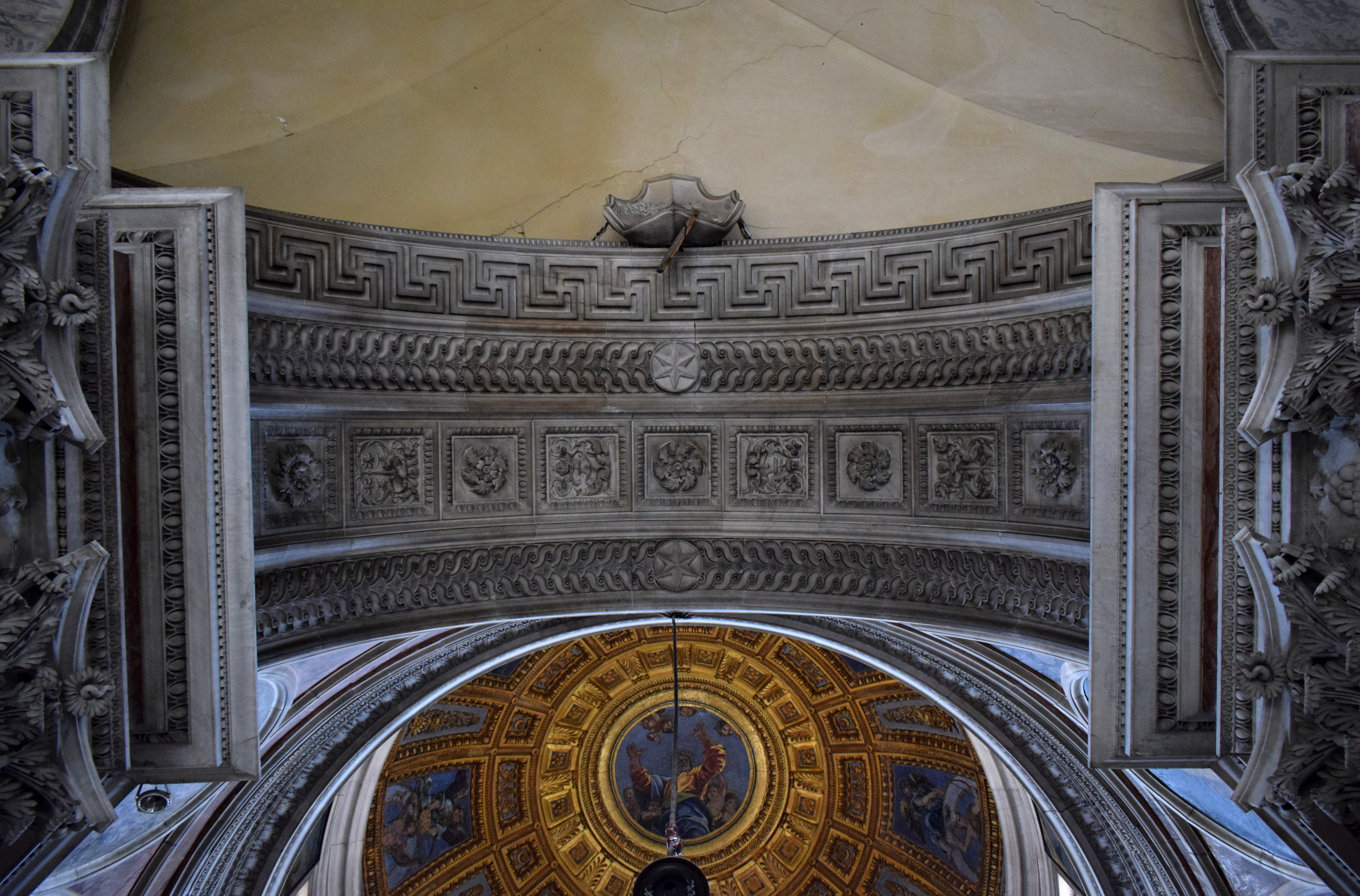
El sofito del portal.

El portal de la capilla es una reinterpretación renacentista de la entrada del Panteón. Tiene un efecto monumental con dobles arcos transversales que descansan sobre enormes pilastras corintias. Las pilastras de mármol tienen fustes acanalados y capiteles vivaces y bellamente tallados que fueron prácticamente copiados del admirado modelo clásico. Rafael había estudiado el antiguo edificio y había creado un dibujo arquitectónico preciso de la entrada que ahora se conserva en los Uffizi. El entablamento y la cornisa están decorados con motivos de ovas y dardos, perlas y rodeos y enriquecimientos con motivos florales. Las pilastras son de mármol de Carrara blanco pulido con vetas grisáceas, mientras que los capiteles son de mármol de Carrara blanco puro sin pulir. Las superficies entre las pilastras están recubiertas con un revestimiento de mármol de color y sus losas están divididas por paneles de mármol blanco.
Las superficies de los arcos están decoradas con ornamentos renacentistas; en los intradós del arco exterior hay una greca, la arquivolta del arco interior está decorada con ricas guirnaldas de frutas y una máscara, mientras que los intradós del arco interior tienen una banda central de rosetas y rectángulos alternados con grotescos, enmarcados por dos bandas entrelazadas con estrellas de seis puntas en el centro.

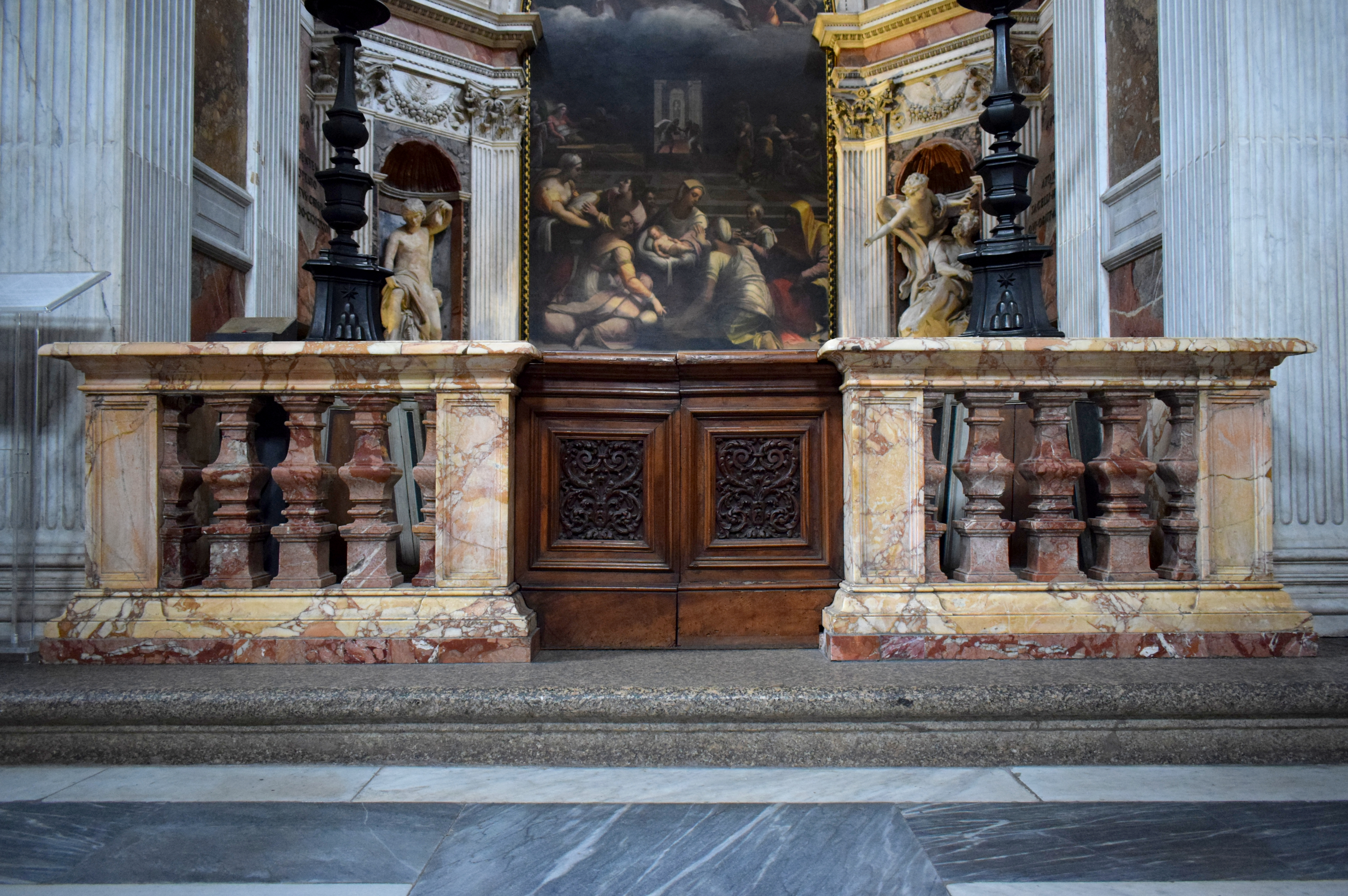
Balaustrada de mármol giallo antico y portasanta

El escudo de estuco Chigi (acuartelado con el roble y la sexta montaña con la estrella) sobre el portal fue añadido por Bernini en 1652. La inscripción "Unum ex septem" en el cartucho que cuelga del escudo indica que se trata de uno de los altares privilegiados que equivalen devotamente a visitar las Siete Iglesias de Roma.
La entrada de la capilla está marcada por una barandilla de mármol. Está hecha de mármol amarillo giallo antico con balaustres de portasanta de color rojo oscuro. La barandilla se amplió y los balaustres se añadieron en el siglo XVII. Esta balaustrada fue copiada por Giovanni Battista Contini en la Capilla del Elci en Santa Sabina usando un esquema de color diferente. El escalón que conduce a la capilla es un gran monolito de granito egipcio. Todas las demás capillas de la basílica tienen sencillas escaleras de piedra blanca. Agostino Chigi pagó 300 scudi por el gran bloque de piedra. Los paneles centrales de las puertas de madera están decorados con un denso follaje de hojas de acanto talladas.

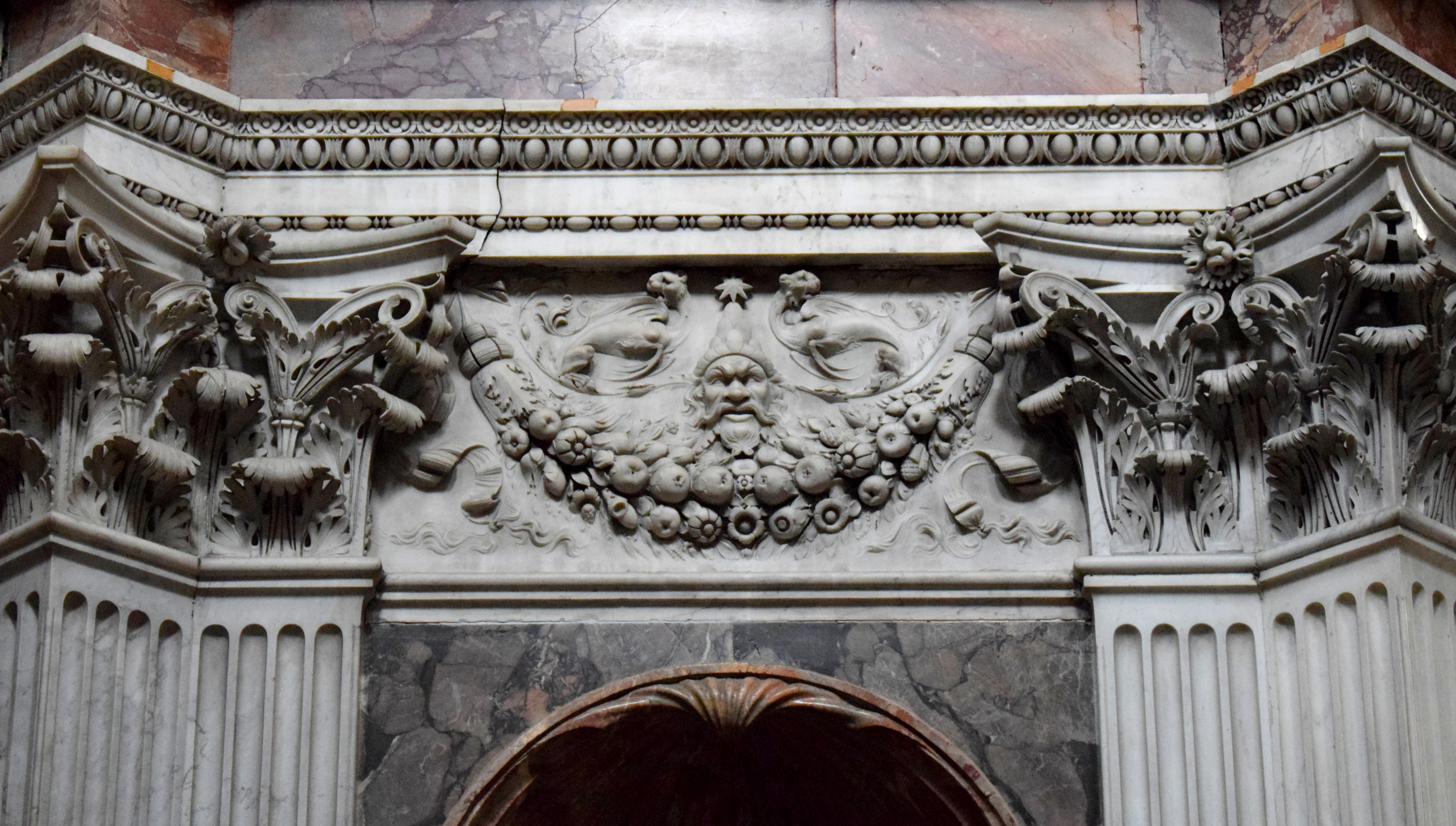
El panel con la cabeza masculina.

Los frisos de la capilla se "dejan caer" en una posición extraña entre los capiteles. Se trataba de un dispositivo poco común y Rafael le dio un significado totalmente nuevo con la exuberancia y la plasticidad de las tallas. Hay frisos similares en la Santa Casa de Loreto, diseñada por Bramante en 1509. Shearman supuso que el diseño de la Capilla Chigi precedía a la Santa Casa; en todo caso los dos proyectos estaban relacionados porque la Capilla Chigi estaba dedicada a la Virgen de Loreto por Agostino Chigi. Sobre las dos tumbas monumentales de Andrea Sansovino, en el ábside de la basílica, que también fueron creadas en la primera década del siglo XVI, aparecen frisos caídos. Los precedentes antiguos son raros pero el mismo arreglo es visible en el Arcus Argentariorum de Roma. 
Los frisos están adornados con festones de frutas y cintas. La decoración fue modelada a partir de los paneles en relieve de la entrada del Panteón que Rafael grabó en un dibujo más pequeño, pero omitió los trípodes en los lados porque el espacio disponible era más pequeño. Rafael también añadió nuevos símbolos sobre los festones: águilas ascendentes (a los lados del altar), una cabeza de macho barbudo con un sombrero en forma de símbolos Chigi con dos fantásticas bestias (a la derecha de la entrada), una sirena asistida por leones marinos alados (a la izquierda de la entrada) y el símbolo Chigi de la montaña y la estrella de ocho puntas (bajo el arco de entrada). Hay detalles lúdicos: flores y bayas al final de las cintas, pájaros picoteando los frutos de los festones (ambos paneles de águila) y una pequeña escena de un pájaro atacando a un lagarto que mordisquea los frutos (panel del águila izquierda)
Debajo de la capilla hay una cripta circular con una tumba piramidal vacía y sin ornamentar situada en la pared justo debajo del altar que fue descubierta en 1974. En la actualidad este hipogeo está totalmente oculto a la vista, pero antes de la reconstrucción de Bernini había una abertura delante del altar que creaba un vínculo visual entre los dos niveles.
 Cúpula

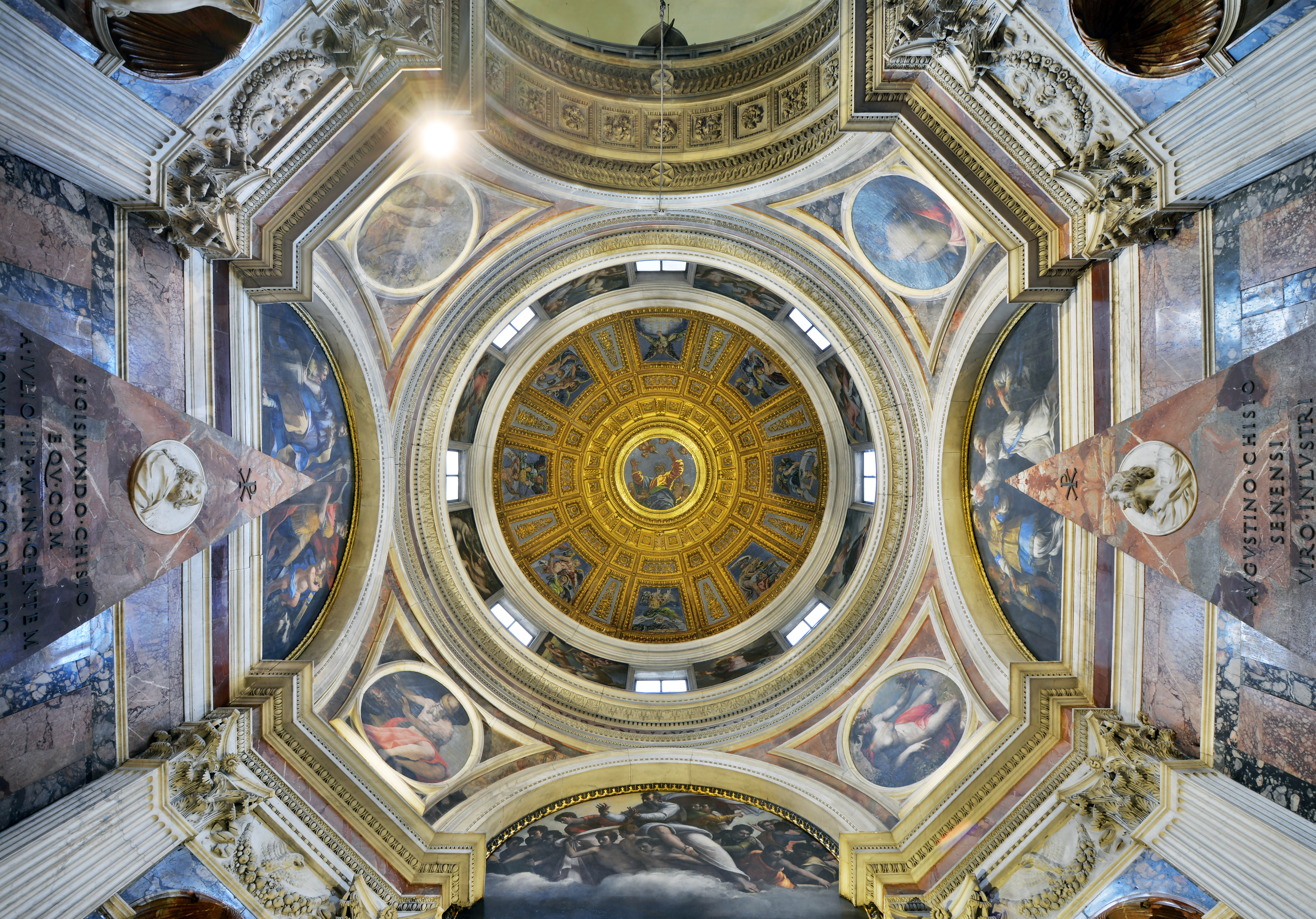
La cúpula con los mosaicos de Rafael.

La cúpula está decorada con mosaicos realizados por el veneciano Luigi da Pace inspirado en el dibujo de Rafael (1516). Las dibujos originales se perdieron, pero algunos dibujos preparatorios, que confirman la originalidad de la obra, sobrevivieron en el Museo Ashmolean, Oxford y Lille. El círculo central representa a Dios, el Padre, rodeado de putti, en escorzo y en un gesto impetuoso, recordando a Miguel Ángel, que parece dar origen a todo el movimiento del universo de abajo. Ocho paneles de mosaico muestran el Sol, la Luna, el cielo estrellado y los seis planetas conocidos como deidades paganas representadas en medio cuerpo, cada una acompañada por un ángel con alas de plumas de colores. Las figuras van acompañadas de los signos del zodíaco.

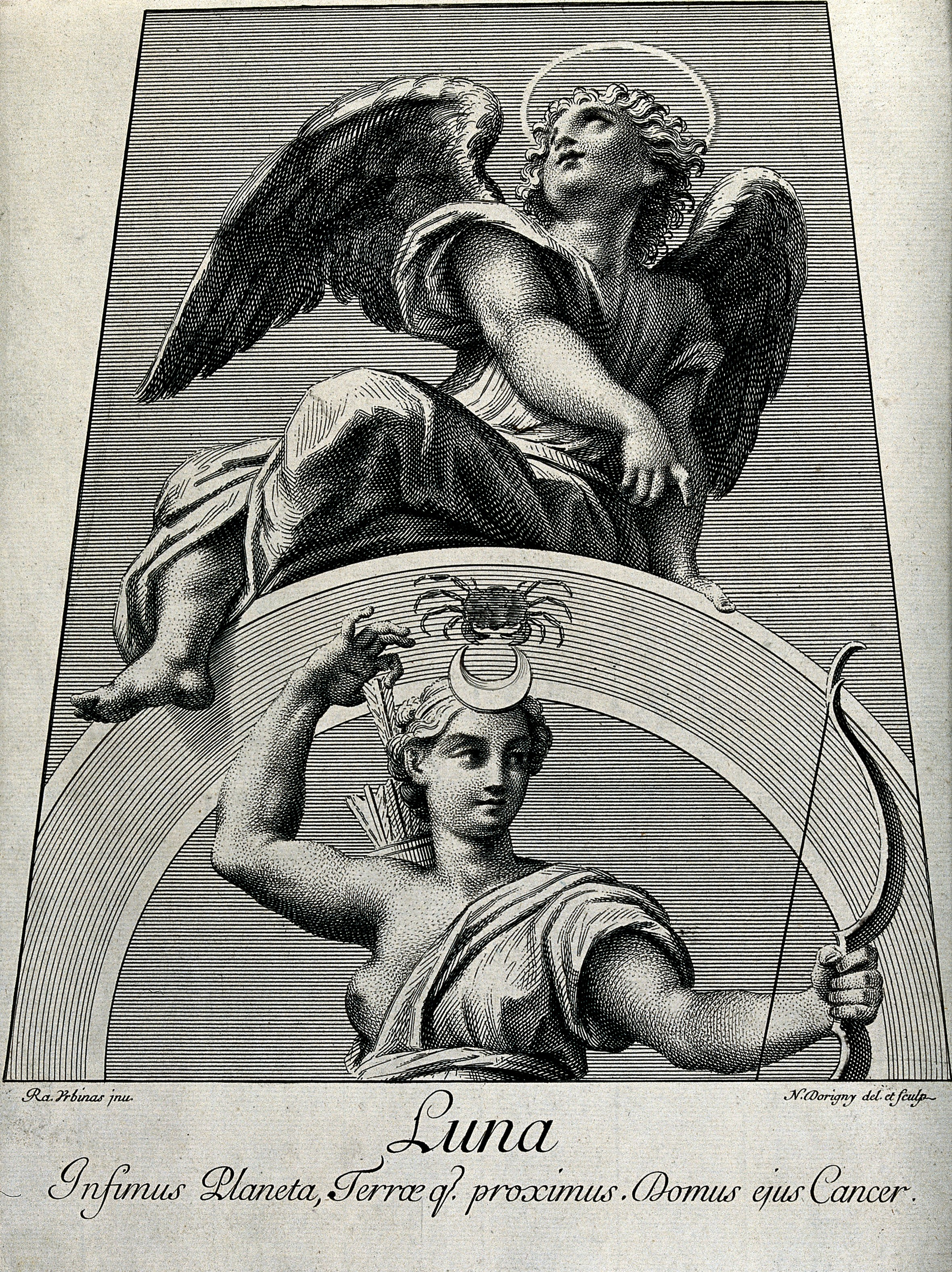
Luna, grabado de un panel de mosaico por Nicolas Dorigny.

La secuencia de los paneles es la siguiente: el cielo; Mercurio, el dios que sostiene el caduceo (con Virgo y Géminis ); Luna, la diosa joya de la luna creciente con un arco (con Cáncer ); Saturno, el dios barbudo que sostiene la guadaña (con Acuario y Capricornio ); Júpiter, el rey de los dioses con su águila sosteniendo un rayo (con Sagitario y Piscis ); Marte, el dios de la guerra con una espada y un escudo (con Escorpio y Aries ); Sol, el sol, el dios joyero del sol sosteniendo un arco (con Leo ); Venus, la diosa del amor con Cupido sosteniendo una antorcha (con Tauro y Libra ). Un grabador francés, Nicolas Dorigny creó una serie de placas que representan los mosaicos en 1695 para Louis, duque de Borgoña .
Los paneles de mosaico están rodeados de una decoración de estuco ricamente dorada. El fondo azul crea una ilusión óptica que da la impresión de un marco arquitectónico que se abre al cielo sobre la capilla. Los paneles parecen tragaluces ilusionistas entre los nervios de estuco dorado mientras Dios está de pie en el borde del óculo central.
La interpretación tradicional de la cúpula es que la composición muestra la Creación del Mundo. Otra interpretación, propuesta por John Shearman, afirma que representa el cosmos tal como lo describe Platón en una forma neoplatónica cristianizada. Esta idea tuvo una gran popularidad en el Renacimiento. En este caso la cúpula es una representación del "Reino del Alma después de la Muerte" con Dios, el Padre recibiendo el alma (de Agostino Chigi) en su nuevo hogar. La presencia de los signos del zodíaco corrobora esta interpretación, ya que los signos eran símbolos del paso del tiempo en la eternidad, y aparecían en el arte funerario antiguo alrededor de la imagen del difunto.
Tambor y tímpanos

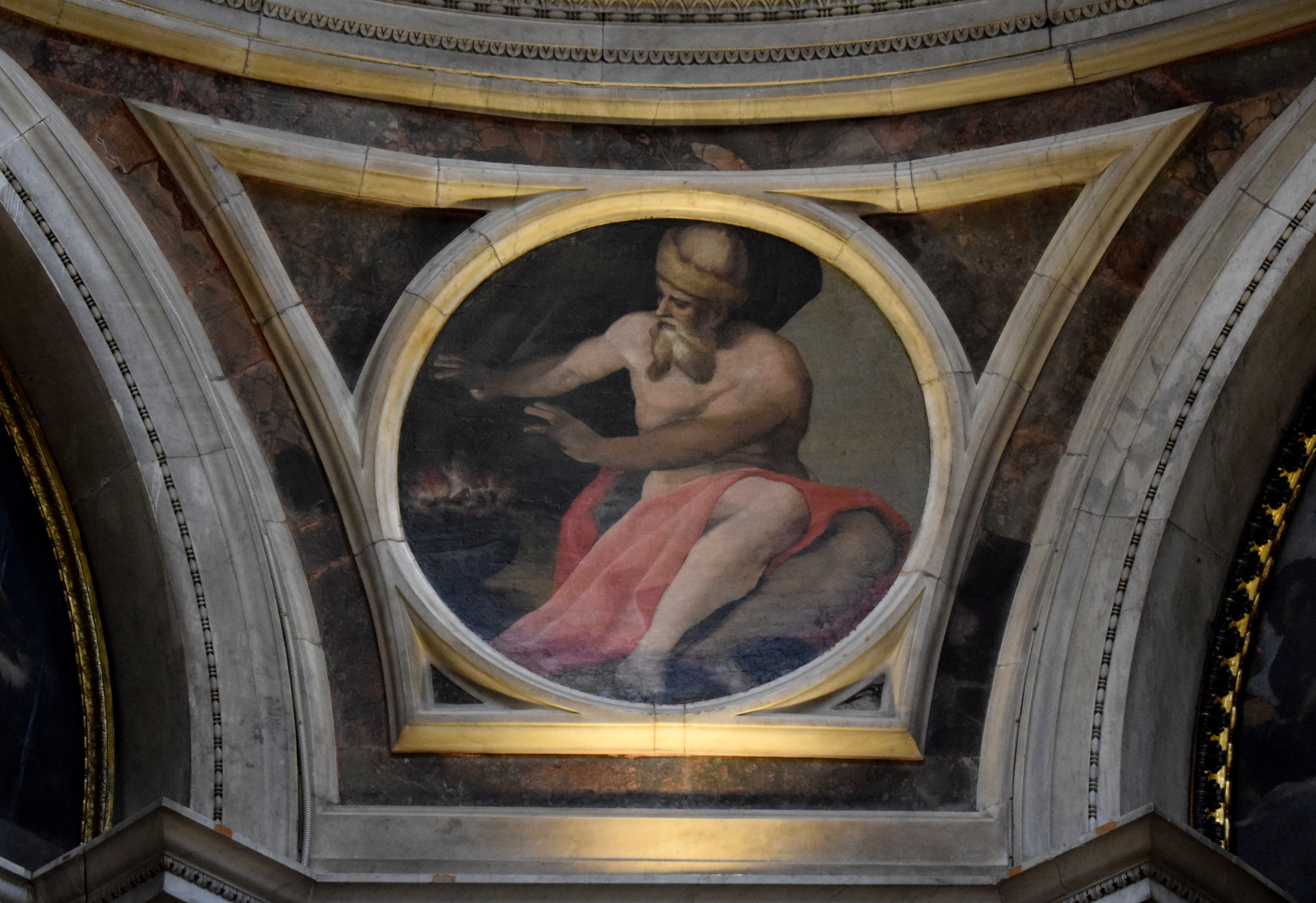
La personificación del invierno

Rafael pretendía mosaicos para la decoración del tambor y los tímpanos, pero estos nunca se ejecutaron. En 1520, Francesca Ordeasca encargó a Luigi da Pace que llevara a cabo esta tarea en no más de cuatro años. En 1530, los ejecutores del testamento de Agostino Chigi le encargaron a Sebastiano del Piombo la realización de ocho murales al óleo entre las ventanas y cuatro tondi en los tímpanos. Como Sebastiano estaba trabajando tranquilamente en el gran retablo, sólo hizo dibujos preparatorios. Dos estudios en el Louvre muestran a Dios Padre creando el Sol y la Luna y separando la Luz de la Oscuridad. Otro dibujo en la Biblioteca Real de Windsor muestra a Dios con los brazos extendidos, un gesto asociado con la creación. Los dibujos obviamente fueron inspirados por Miguel Ángel .
Hacia 1548-50 los Chigis encargaron a Francesco de' Rossi (o Il Salviati) la misma tarea. Supuestamente de Rossi fue recomendado por su patrón, el cardenal Giovanni Salviati (cuyo apellido adoptó) porque el cardenal estaba vinculado a la familia Chigi a través del matrimonio en 1530 de su pariente Giuliano con Camilla Chigi, la hija de Agostino.
Los cuatro tondi de los tímpanos son representaciones alegóricas de las estaciones. En 1653 fueron restaurados por Antonio della Cornia por orden de Fabio Chigi. Los murales fueron descritos como seriamente dañados en 1842. La iconografía de las pinturas es clásica. La primavera está representada como una mujer joven que sostiene un ramo de flores con una corona floral en la cabeza; el verano es una mujer que sostiene espigas con una corona de trigo en la cabeza; el otoño es un joven bajo una parra con una copa; y el invierno es un hombre viejo con un sombrero de piel que se calienta las manos con un brasero. Un pequeño carnero junto al hombro de la primavera es un símbolo de Aries, el primer signo del zodiaco y está conectado al equinoccio de primavera. La representación de Ver (primavera), Aestas (verano) y Autumnus (otoño) sigue la descripción de Ovidio de las estaciones en sus Metamorfosis (Met 2.27-30) mientras que la alegoría del invierno se inspiró en el motivo "febrero por el fuego"  de la tradición del calendario medieval. Las tres primeras personificaciones también pueden interpretarse como antiguas deidades romanas: Flora / Proserpina, Ceres y Baco. Los tondi fueron dañados en diferentes grados, siendo la más grave la alegoría del otoño. Durante una reciente restauración se retiraron los marcos de bronce del siglo XVII.  Los frescos entre las ventanas del tambor (c. 1552-1554) representan escenas del Libro del Génesis en orden: separación de la luz de la oscuridad, creación del sol y la luna, creación de la tierra, creación de Adán, creación de Eva, la creación de los animales, el pecado original y la expulsión del paraíso. Las pinturas muestran la fuerte influencia del estilo escultórico del famoso ciclo Génesis de Miguel Ángel en el techo de la Capilla Sixtina . Las escenas no están en orden estrictamente cronológico. Los primeros cinco son iguales a las pinturas paralelas del Génesis en la Capilla Sixtina, pero el sexto fresco agrega un nuevo tema, la creación de peces, pájaros y animales salvajes. La sexta escena del techo Sixtino se divide en dos pinturas individuales en el tambor de la Capilla Chigi. Aquí termina el ciclo de Salviati, y faltan las tres escenas de la historia de Noé, que constituyen la última sección de la gran secuencia de Miguel Ángel.
|                                      |                            |                       |                  |
| Separación de la luz de la oscuridad | Creación del Sol y la Luna | Creación de la Tierra | Creación de Adán |

Alrededor de 1602 Vincenzo I Gonzaga, el duque de Mantua le encargó a Pietro Facchetti que hiciera copias de los frescos del Génesis y los mosaicos cosmológicos de la cúpula. Las pinturas al óleo fueron regalos para el duque de Lerma, el hombre más influyente en la corte de Felipe III de España, y fueron traídas a Valladolid en 1603 junto con otras copias de famosas obras de arte italianas de Peter Paul Rubens, un joven pintor flamenco que trabaja para el duque Vincenzo en ese momento. Las pinturas del zodiaco fueron luego a decorar el Salón Planetario de Felipe IV de España en el Palacio del Buen Retiro . En la actualidad, siete de las pinturas del zodiaco y cinco copias de los frescos del Génesis se encuentran en el Museo del Prado.
Debido a su ubicación y a su mala visibilidad, los frescos de Salviati siempre se han pasado por alto, pero las copias enviadas al Duque de Lerma demuestran que se les tenía en gran estima en ese momento. Este hecho es corroborado por la guía de 1725 de Roma sacra e moderna.
|                 |                          |                    |                       |
| Creación de Eva | Creación de los Animales | El pecado original | Expulsión del Paraíso |

"La circularidad arquitectónica del tambor es evidentemente adecuada para la narración de la historia de la creación del mundo en seis días. Las escenas requieren que el espectador mueva la mirada a lo largo de la pared del tambor, y es sólo al final de este viaje visual cuandpo se ha reconstruido la historia en su totalidad", afirma Florian Métral. Las ventanas también juegan su papel en el efecto global, ya que la luz solar atraviesa cada uno de los espacios a su vez, iluminando ciertas escenas y haciendo otras imperceptibles, modulando así la experiencia visual del espectador a lo largo del tiempo.
La escena de la Creación de los Animales plantea un problema interesante debido a su colocación después de la creación de Adán y Eva que no es coherente con la narrativa bíblica y no tiene ningún precedente iconográfico. (Los animales acuáticos y voladores fueron creados por Dios en el quinto día mientras que las especies terrestres habían sido creadas en el sexto día pero antes del primer hombre.) Salviati "pospuso" esta escena para colocar la creación de Adán y la creación de Eva a ambos lados de la entrada de la capilla y hacer que se enfrenten directamente a la Natividad de la Virgen en el altar porque este arreglo era más significativo teológicamente. Una referencia sutil de que la escena pertenece al primer grupo se puede ver en el tratamiento de la ropa de Dios (manto rojo y azul en las primeras escenas, pero una túnica azul-blanca diferente en la Creación de Adán y Eva). A lo largo de todo el ciclo, las escenas se oscurecen a medida que avanza la narración, excepto en el caso de la creación de los animales, que pertenece al primer grupo de pinturas sobre su tratamiento de la luz, que se encuentra en una posición extraña.
Según Métral, los frescos del tambor representan la creación del mundo terrestre y visible, sujeto al tiempo (tempus), marcado por la mutabilidad y la corruptibilidad en contraste con el mundo perfecto y eterno del cielo representado por los mosaicos de la cúpula superior.
Sebastiano del Piombo: nacimiento de la Virgen

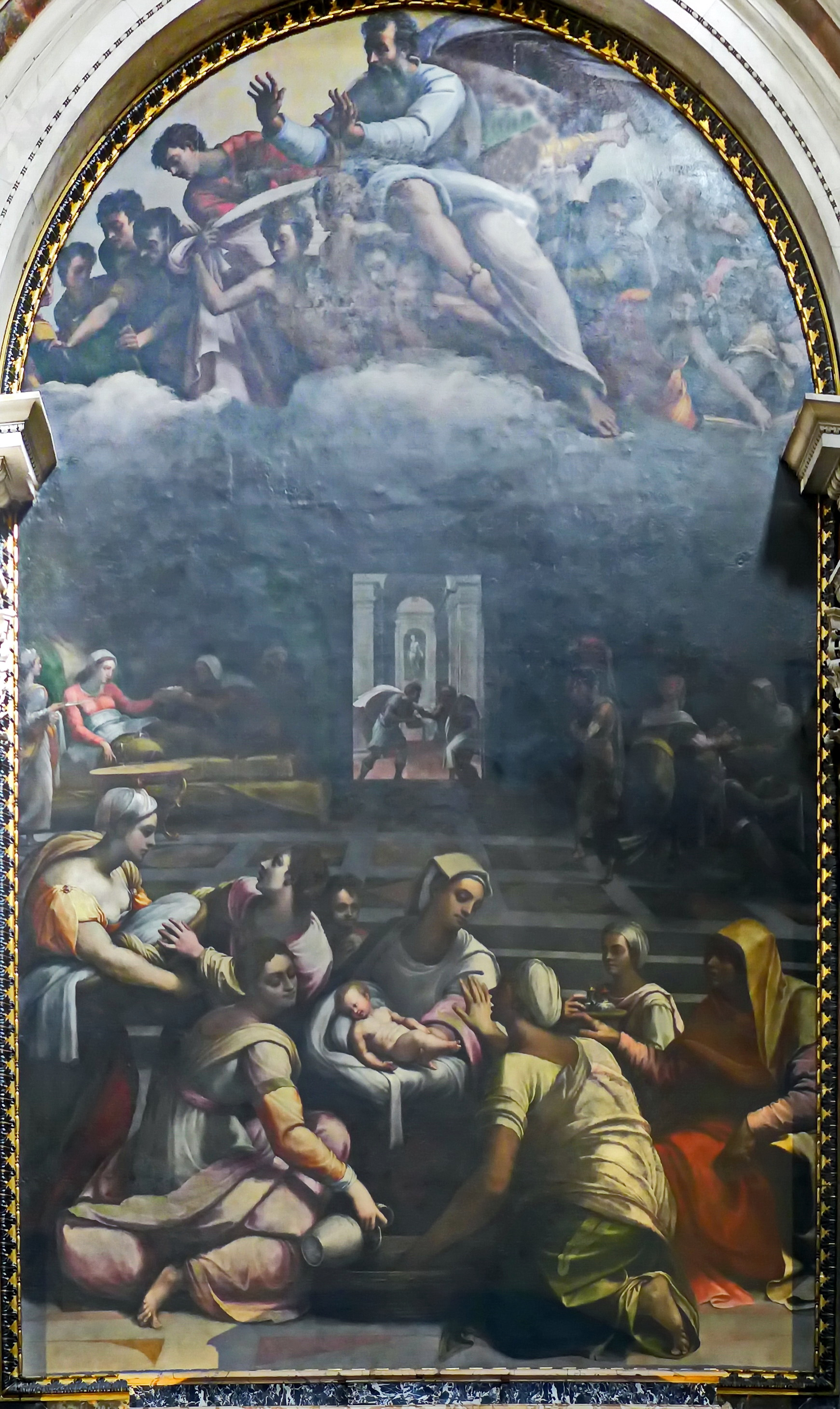
El nacimiento de la Virgen por Sebastiano del Piombo

John Shearman propuso que el retablo principal debía ser una Asunción de la Virgen, pero la teoría sigue siendo muy discutida. Poco después de la muerte de Rafael, Sebastiano del Piombo fue elegido para llevar a cabo el trabajo en el retablo, pero logró menos de lo esperado. Vasari da un relato mordaz en sus Vidas:
"Hizo poco trabajo allí, aunque encontramos que obtuvo de la liberalidad de Agostino y de sus herederos mucho más de lo que le habría correspondido aunque la hubiera terminado por completo, cosa que no hizo, ya sea porque estaba cansado de las labores del arte, o porque estaba demasiado envuelto en comodidades y placeres."
Durante esta década, Sebastiano pudo haber producido varios borradores para los clientes. Dos de ellos sobrevivieron: un estudio preparatorio anterior en el Kupferstichkabinett Berlin y un dibujo modello definitivo y finamente ejecutado en el Louvre. La principal diferencia es que el grupo en la parte superior de la pintura (Dios y los ángeles) falta en el dibujo anterior de Berlín. La composición del modello, que es idéntica al mural ejecutado, se hizo más madura y armoniosa. (Otro estudio, un pequeño dibujo de una cabeza femenina, fue adquirido por el Louvre en 2004.) El 1 de agosto de 1530 Filippo Sergardi, que era el guardián de los herederos de Agostino Chigi, firmó un nuevo contrato con Sebastiano aceptando la versión final. En este documento el artista fue encargado de pintar el retablo y los otros murales en los próximos tres años por una compensación de 1500 más 1300 ducados de oro.
El nacimiento de la Virgen fue iniciado por Sebastiano del Piombo utilizando una técnica inusual, el óleo sobre bloques de piedra peperino. Esta técnica fue inventada por él y muy admirada por sus contemporáneos. El mural fue dejado sin terminar por Sebastiano en 1534 y fue terminado por Francesco Salviati en 1554. La parte superior con la figura del Santo Padre y de los ángeles es principalmente obra de Salviati.
La iconografía de la pintura es bastante inusual. Según Costanza Barbieri, la presencia de Dios en la parte superior combina el tema tradicional de la Natividad con la doctrina de la Inmaculada Concepción, que todavía no era generalmente aceptada, pero que fue fuertemente promovida por el Papa Sixto IV, y por Agostini Chigi, quien pidió en su testamento la celebración de una misa solemne en su capilla el día del nacimiento de la Virgen. La postura teológica del sine culpa también fue compartida por los frailes agustinos de Santa María del Popolo. La idea de que María, madre de Jesús, puede ser manchada por el pecado original es abominable para Dios, el Padre que evita este riesgo con su fuerte gesto incluso antes de que María sea concebida. Los ángeles que rodean al Santo Padre son ángeles aptos, ángeles sin alas, jóvenes a la manera de Miguel Ángel. Están hojeando intensamente voluminosos códices que giran a la derecha y a la izquierda, una adecuada visualización de los libros sapienciales; el mismo motivo aparece en un dibujo de modello de Sebastiano para un retablo que representa a la Asunción en el Rijksmuseum.
En la parte inferior de la pintura, siete criadas preparan al bebé recién nacido para su primer baño. La mujer que sostiene al bebé en el medio tiene un parecido engañoso, y probablemente intencional, con una Madonna . Santa Ana, que acaba de dar a luz a su hija, está descansando en la cama en medio de la habitación sombría que se abre hacia un patio. En el rectángulo fuertemente iluminado de la puerta, su marido, Joaquín, es recibido por un hombre. En el extremo más alejado del patio, bastante monumental, se ve una estatua clásica, que probablemente representa a la Sibila tiburtina que profetizó el nacimiento de Cristo a Augusto.
El marco ornamentado de bronce dorado de la pintura con hojas de acanto y bellotas fue realizado por Francuccio Francucci en 1655. Marcos similares rodean los paneles de lunetos de Raffaello Vanni sobre las tumbas.
Cristo y la mujer samaritana

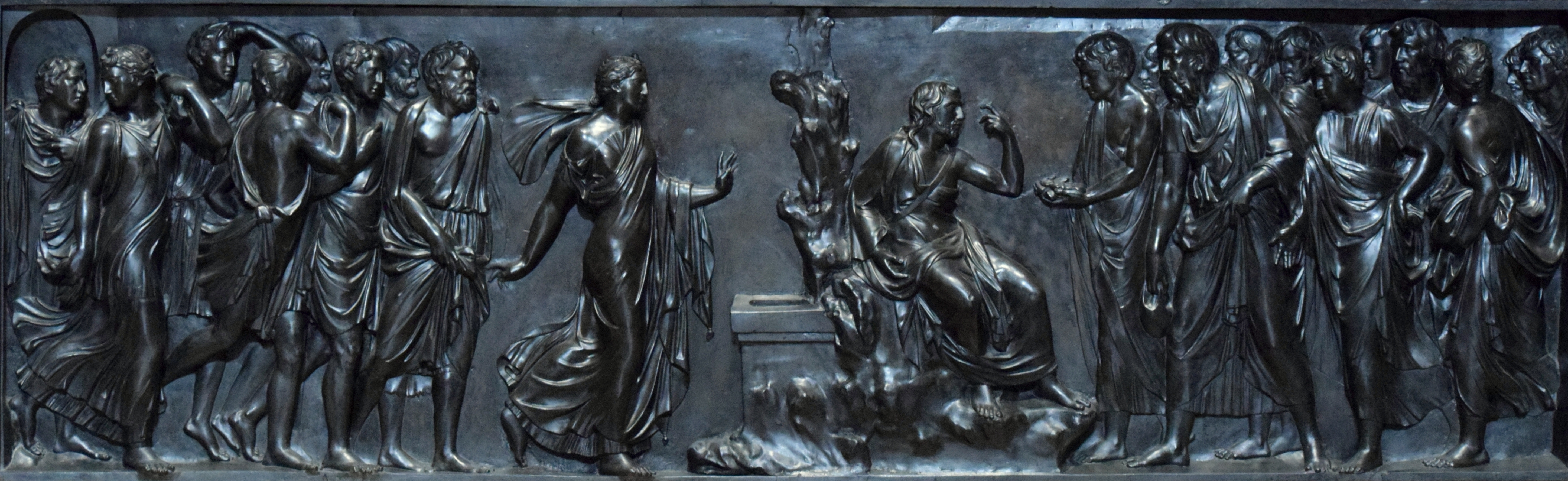
Cristo y la mujer samaritana, relieve en bronce antependium de Lorenzetto

El bajorrelieve de bronce de la portada del altar es Cristo y la mujer samaritana de Lorenzetto. El relieve fue realizado a principios de los años 1520 y comprado por Lorenzo Chigi a los herederos del escultor en 1552. Según Antonio Pinelli, fue proyectado originalmente para la tumba de Francesca Ordeasca, esposa de Agostino Chigi. Si es cierto, entonces esto ofrece una explicación para la elección temática inusual que se adapta bien a una tumba femenina pero que parece algo incongruente en el sepulcro de un hombre. De todos modos, fue colocada en la única pirámide existente en ese momento, la tumba de Agostino Chigi, y más tarde fue trasladada al altar principal por Bernini, quien la colocó en un luminoso marco de piedra de color amarillo dorado.
El relieve representa el encuentro de Jesús con la mujer samaritana en el pozo de Jacob. La parte relevante del pasaje en el Evangelio de Juan (Juan 4:10-26) se llama el Discurso del Agua de Vida, y las palabras de Jesús aclaran por qué las imágenes eran apropiadas en una tumba:
‘...los que beben del agua que yo les daré nunca tendrán sed. El agua que yo daré se convertirá en una fuente de agua que brota para la vida eterna.’
Lorenzetto eligió representar la segunda parte del episodio. Jesús está sentado en el pozo debajo de un árbol, y los discípulos le están ofreciendo la comida que compraron en el pueblo cercano. A la izquierda, la mujer samaritana guía a los habitantes de Sicar hacia el pozo para ver al Mesías.
Las figuras, la mujer samaritana y la segunda mujer de la izquierda fueron copiadas de un famoso relieve antiguo de mármol llamado "Bailarines Borghese" que actualmente se conserva en el Louvre pero originalmente estaba en Roma, y fue una importante fuente de inspiración para el Círculo artístico que se creó alrededor de Rafael.

#### Los cuatro profetas

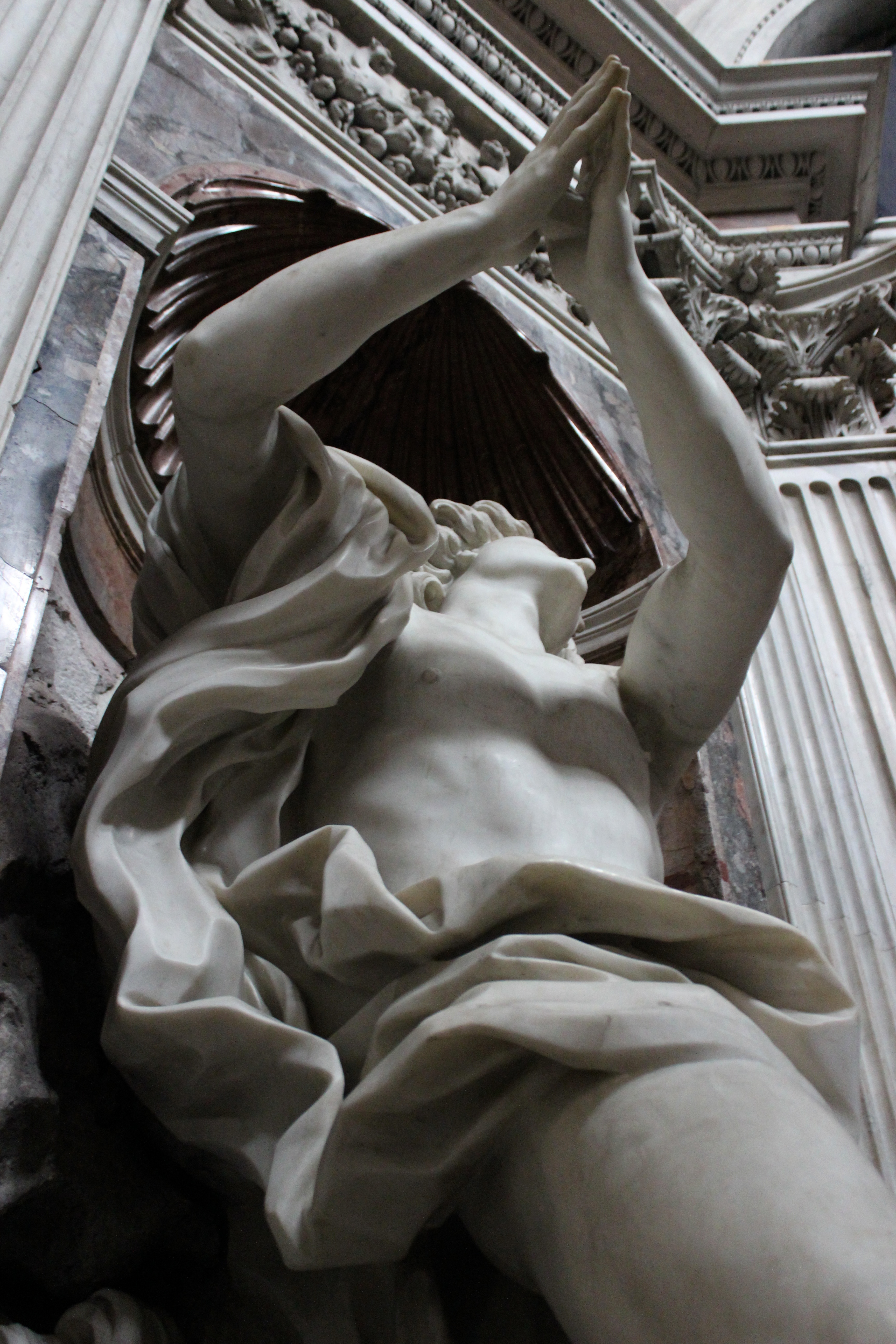
Parte de la estatua de Daniel de Bernini.

Las estatuas de los profetas que se encuentran en nichos idénticos con cabeza de concha en las cuatro esquinas de la capilla pertenecen a dos grupos distintos. Los dos primeros (Jonás y Elías) fueron creados por Lorenzetto siguiendo los diseños de Rafael. Estos fueron dejados en el taller del escultor hasta que los Chigis los compraron a los herederos de Lorenzetto, y fueron colocados en la capilla en 1552. Los dos últimos (Daniel y Habacuc) fueron añadidos por Bernini durante la reconstrucción del siglo XVII.
Existen diferentes teorías sobre la disposición de las figuras de nicho en los planos originales. Shearman asumió que la estatua de Jonás estaba planeada para el nicho a la derecha del altar porque este lugar ofrecía el mejor ángulo para ver la composición. Pensó que la estatua de Elías estaba destinada a uno de los dos nichos de la entrada. Después de 1552 las dos estatuas fueron supuestamente colocadas en los dos lados de la entrada. El presente arreglo fue creado por Bernini, quien colocó las estatuas de Habacuc y Daniel diagonalmente una frente a la otra, creando una composición coherente.
La estatua de Jonás y la ballena, un profeta que prefigura la Resurrección, fue tallada por Lorenzetto (1520). La estatua de Elijah, que vivió por la gracia de Dios en el desierto, fue creada por Lorenzetto pero fue terminada por Raffaello da Montelupo alrededor de 1523/24.
En otros dos nichos hay esculturas de Bernini : Habacuc y el ángel (1656-1661) que lo tomaron por el pelo y lo transportaron a Babilonia para socorrer a Daniel y el León, quien está representado en el nicho correspondiente en la pared opuesta, esculpido por Bernini en 1655-56. Con estas dos estatuas Bernini creó una relación espacial que animó toda la capilla, convirtiendo su forma clásica en un nuevo uso religioso.
Pirámides
En las paredes laterales están las tumbas piramidales de Agostino Chigi (muerto en 1520) y su hermano Sigismondo (muerto en 1526), cada uno representado en un medallón, mirando hacia el altar. Los monumentos fueron probablemente diseñados por Rafael, pero su ejecución fue dejada a Lorenzetto, quien casi termina una tumba en 1522. En cuanto a la otra pirámide, las pruebas no son concluyentes. Los pentimenti en las cornisas de mármol sugieren que originalmente solo se preveía una pirámide para el lado oriental. La primera vez que se mencionan los "sepulcros" en forma plural es en un contrato entre la familia Chigi y Bernardino da Viterbo el 8 de abril de 1522, cuando el escultor fue encargado de dar los retoques finales a la obra de Lorenzetto. Sin embargo, la otra pirámide fue registrada como casi sin construir en 1552, cuando los Chigis pagaron su deuda de larga data con la familia de Lorenzetto. (En el proceso también se registraron debidamente la base de la segunda pirámide y las losas para el recubrimiento de mármol ) Lo más probable es que el segundo monumento sólo fuera erigido por Fabio Chigi para su bisabuelo, Sigismondo.

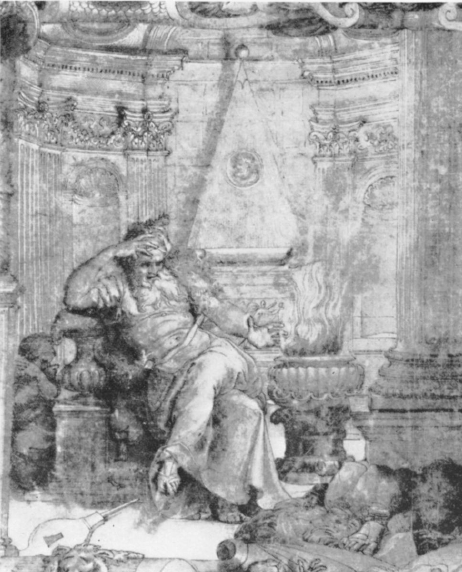
Dibujo de Salviati que representa la pirámide de Agostino en su forma original o planificada.

En 1996, Antonio Pinelli descubrió el contrato original de 1552 en el Instituto de Investigación Getty que solo se conocía a través de una transcripción inexacta del siglo XIX. Interpretó el texto como una prueba de que la pirámide de Agostino fue planeada originalmente para su esposa, Francesca Ordeasca, junto con el relieve de bronce de Cristo y la mujer samaritana Esta teoría sigue siendo discutida, pero el texto corregido habla de un tondo femenino que no había sido ejecutado por Lorenzetto, un indicio de que la segunda pirámide fue preparada para una mujer, muy probablemente Ordeasca.
Las tumbas piramidales eran un nuevo invento en ese momento, pero las pirámides eran los símbolos tradicionales de la eternidad y la inmortalidad. Las tumbas de Chigi se inspiraron en fuentes antiguas porque recordaban las tumbas de los faraones y dos famosos monumentos funerarios romanos, las pirámides de Cestio y Rómulo, y debido a su forma esbelta y alargada (la relación altura/anchura en Santa María del Popolo es de 2:1),  los antiguos obeliscos egipcios adornaban las plazas de la ciudad. Los obeliscos también estaban asociados con los funerales imperiales romanos porque la tradición medieval sostenía que el globo de bronce sobre el obelisco del Vaticano contenía las cenizas de Julio César.
Durante la reconstrucción barroca de la capilla, las tumbas fueron terminadas y simplificadas por Bernini. Originalmente los medallones eran probablemente de bronce, los epitafios debían ser escritos en placas de cobre dorado, y los tres lados de las bases debían ser decorados con relieves de bronce. Un boceto atribuido a Giovanni Antonio Dosio (c. 1570) en los Uffizi muestra la forma original de la pirámide de Agostino sin la placa y el medallón. Otro dibujo, una fantasía arquitectónica con las figuras de Pyramus y Thisbe de Jean Lemaire (c. 1650) muestra una pirámide similar inspirada obviamente en la de la Capilla Chigi antes de ser restaurada por Bernini. Un dibujo modello para un tapiz de Francesco Salviati (c. 1548) muestra el mismo monumento coronado con una gorra y una pequeña bola de bronce que luego fueron retirados (o nunca existieron).

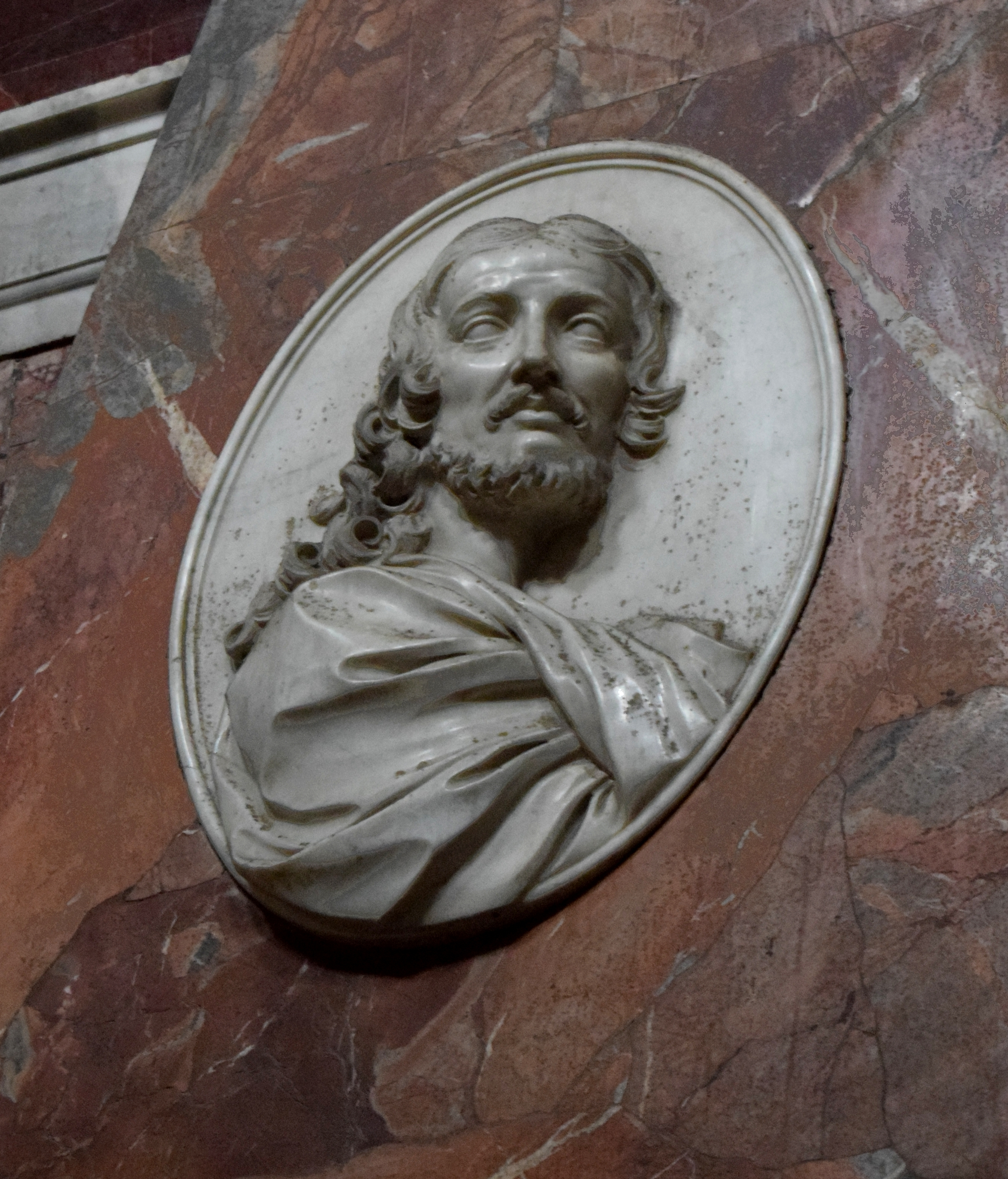
El retrato de Sigismondo Chigi por Bernini

Las pirámides descansan sobre cuatro pequeños soportes de mármol africano que imitan los astrágalos originales del obelisco del Vaticano. No se sabe si los pedestales actuales son los originales o fueron reemplazados por Bernini. El contrato de 1552 habla de siete "termini" ejecutados por Lorenzetto que podrían referirse a pedestales aunque el término es ambiguo.

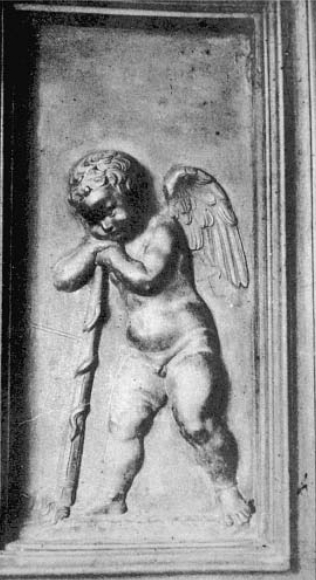
Genio de luto por Lorenzetto (perdido).

Bernini sustituyó los relieves de la base por paneles de mármol verde antico enmarcados por las molduras originales de giallo antico. Solo sobrevivió un relieve, el mencionado Cristo y la Mujer Samaritana (ahora en el altar), que ilustraba las palabras de Cristo en el agua de vida eterna. Fabio Chigi en su carta de 1626 menciona otro relieve de bronce en el lado corto de la base que da a la entrada de la capilla. Esto fue identificado por Enzo Bentivoglio, quien descubrió una fotografía que muestra un panel con un genio de luto en la colección de la familia Chigi. La obra de arte en sí misma aparentemente se perdió durante el siglo XX. La obra en sí se perdió durante el siglo XX. El relieve representaba un putto alado apoyado en una antorcha girada hacia abajo con una expresión triste. Obviamente un relieve similar fue planeado para el otro lado corto que da al altar, pero nunca fue ejecutado por Lorenzetto.
Los nuevos medallones fueron realizados en mármol blanco por un escultor asistente del taller de Bernini, y en lugar de las planas placas de cobre, las inscripciones funerarias están compuestas por letras de bronce independientes. En ambas tumbas, reparadas por Bernini, se puede ver el contorno de los dos cartuchos proyectados, prueba de que las losas de mármol que cubren la otra pirámide también fueron cortadas en el siglo XVI. Los epitafios fueron compuestos con la ayuda de Lucas Holstenius, un erudito humanista y alto custodio de la Biblioteca Vaticana. El símbolo Crismón fue añadido a la parte superior de las pirámides.
Las tumbas estaban cubiertas de placas de mármol portasanta cuyos colores rojo y gris sugerían la combustión y el humo de los antiguos funerales imperiales romanos, mientras que la forma piramidal evocaba el rogus imperial de varios pisos o pira funeraria. Estos funerales se celebraban habitualmente en el Campus Martius, donde se encontraba la basílica, y se liberaba un águila de la pira que significaba el ascenso del alma al cielo. No es casualidad que los paneles del friso a la izquierda y derecha del altar estén decorados con águilas voladoras. Visto en su conjunto, este es otro ejemplo en el que el simbolismo clásico erudito de la capilla se integró en una imaginería cristiana más amplia de la resurrección.
La pared detrás de las tumbas está cubierta con paneles de mármol inusuales de rectángulos portasanta y bordes africanos. Este revestimiento ya es visible en el dibujo de Salviati, lo que demuestra que era parte del esquema original de la capilla, pero en el dibujo modello, la luneta también está cubierta con la misma incrustación. Independientemente de si esto alguna vez se completó realmente, las sencillas cornisas de mármol blanco sobre las tumbas deberían ser adiciones del siglo XVII. El friso entre las cornisas es de mármol antico rosso rojo oscuro y liso, mientras que el friso más antiguo del resto de la capilla era de portasanta. La fuente antigua de este peculiar revestimiento de bloques elevados, si es que hubo alguno, permanece desconocida, aunque a veces se propone alguna parte perdida del revestimiento interior del Panteón.
Lunetas

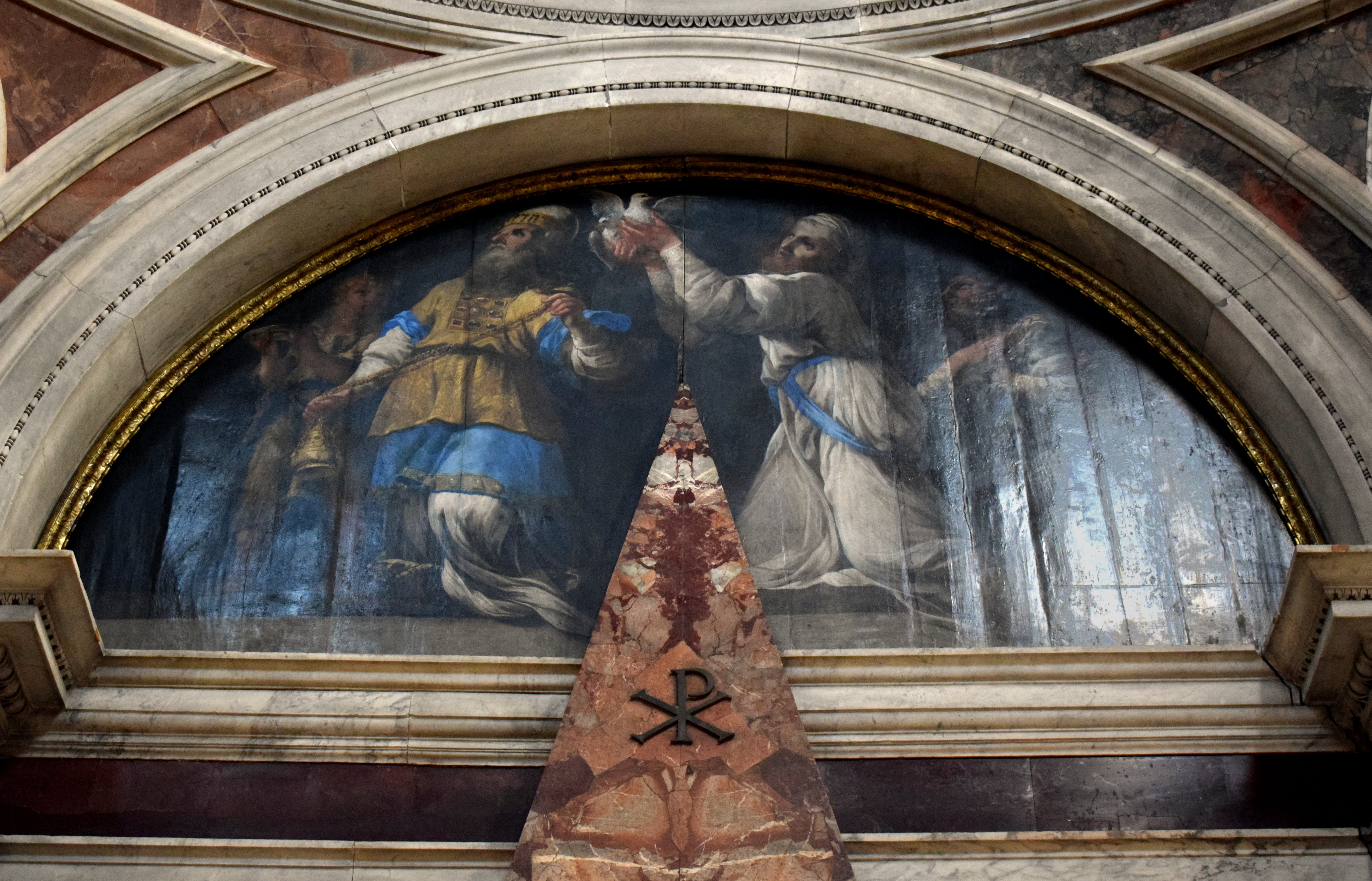
Los ancestros sacerdotales de la Virgen por Raffaello Vanni

Las lunetas se rellenaron con óleos sobre paneles de madera de Raffaello Vanni, encargados por Fabio Chigi en 1653. El tema de estas pinturas, a menudo pasadas por alto, es algo enigmático, dando lugar a diferentes interpretaciones. En las guías se les describe a menudo como "David y Saúl" y "Elí y Samuel" o simplemente - y erróneamente - como "profetas". La clave de su significado real fue dada por una descripción contemporánea bien informada que permaneció inédita: Saggio della Roma Descritta de Benedetto Mellini, escrita hacia 1656. Mellini afirma que el panel sobre la tumba de Sigismondo representa a los antepasados reales de la Virgen, mientras que el otro panel sobre la tumba de Agostino muestra a los antepasados sacerdotales de la Virgen.
Los antepasados reales son el rey David con el arpa y la cabeza de Goliat, y un rey más joven, sin duda Salomón, el constructor del templo, arrodillado y mirando al cielo. Un niño que sostiene una espada coloca su pie sobre la cabeza cortada triunfalmente a la derecha, al otro lado un niño se arrodilla con un círculo en la cabeza, tal vez el joven heredero de Salomón, Roboam. Los antepasados sacerdotales son representados a través de un Sumo Sacerdote judío vestido con trajes tradicionales y sus ayudantes ofreciendo palomas e incienso a Dios. Los lunetos complementan temáticamente el retablo de Sebastiano del Piombo, creando un vínculo entre el nacimiento de la Virgen y las historias del Antiguo Testamento representadas en el tambor. Durante una restauración del siglo XX, la pared debajo de los paneles fue expuesta, pero no se descubrió ninguna decoración anterior. Los paneles semicirculares de madera están colocados en un marco de bronce dorado similar al del retablo mayor.
Pavimento

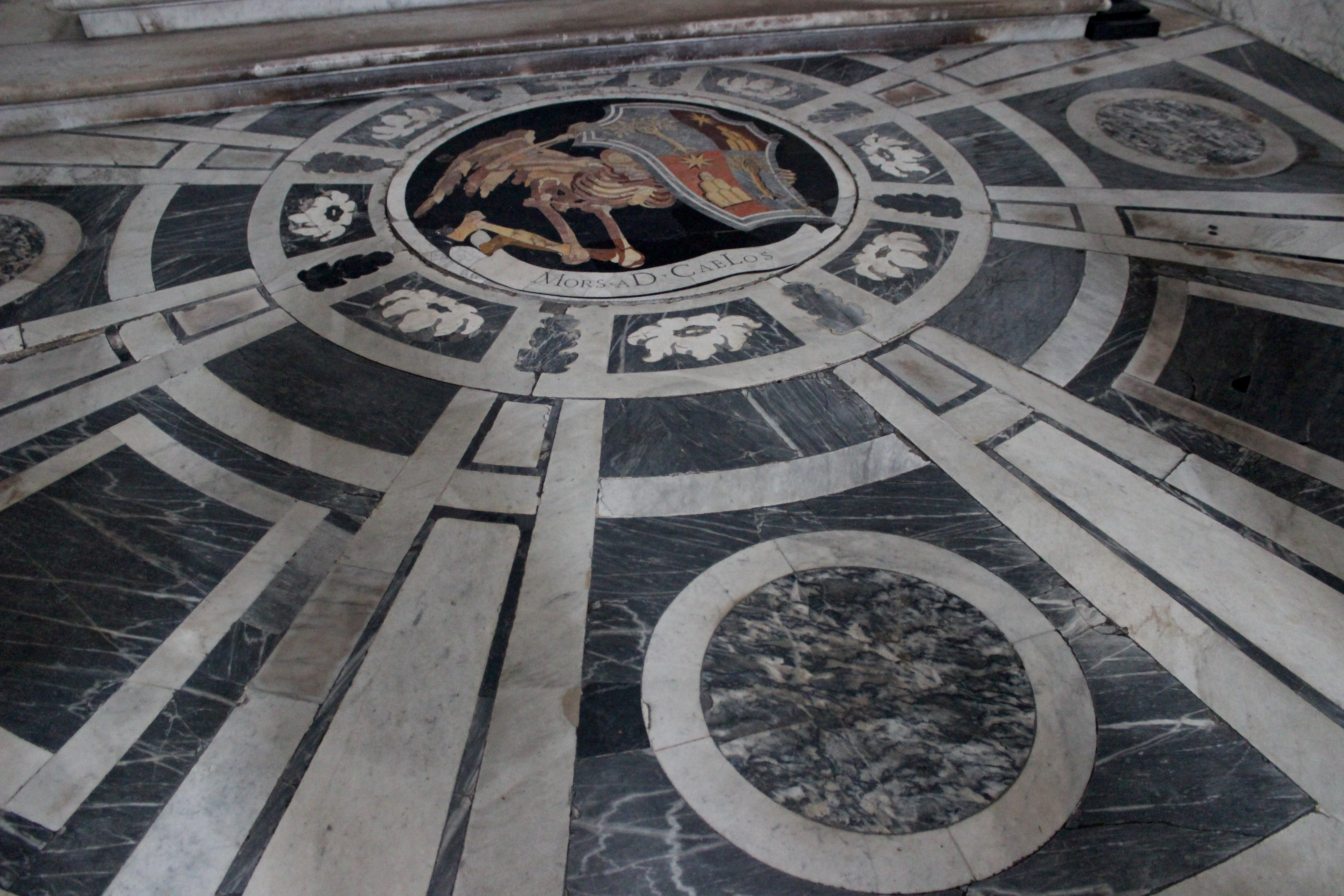
El pavimento geométrico de Bernini

El actual pavimento fue diseñado por Bernini, quien elevó el altar en dos escalones enfatizando su importancia simbólica (el tercer escalón es una adición posterior que interrumpe el patrón decorativo). Los escalones originales, elegantemente moldeados, estaban hechos de bloques monolíticos de mármol estatuario. El pavimento de mármol blanco y gris de bardiglio presenta un motivo geométrico que se corresponde con la decoración de la cúpula. En el centro hay un redondel con incrustaciones de opus sectile, rodeado por un marco de rosas estilizadas y hojas de roble. Dentro de la figura de un esqueleto alado se levanta el escudo de la familia Chigi que simboliza el triunfo de la virtud dinástica sobre la muerte. Debajo de la figura hay un pergamino con una inscripción en latín: Mors aD CaeLos (que significa "a través de la muerte al cielo"). Las mayúsculas suman la fecha de inicio de la reconstrucción en números romanos: MDCL = 1650. El redondel fue ejecutado por el cantero Gabriele Renzi en 1653/54. (Fuentes contemporáneas demuestran que la inscripción era originalmente "Mors aD CaeLos Iter", las letras suman 1651, año en que Fabio Chigi regresó a Roma el último día de noviembre después de su larga ausencia en el extranjero).
Mobiliario

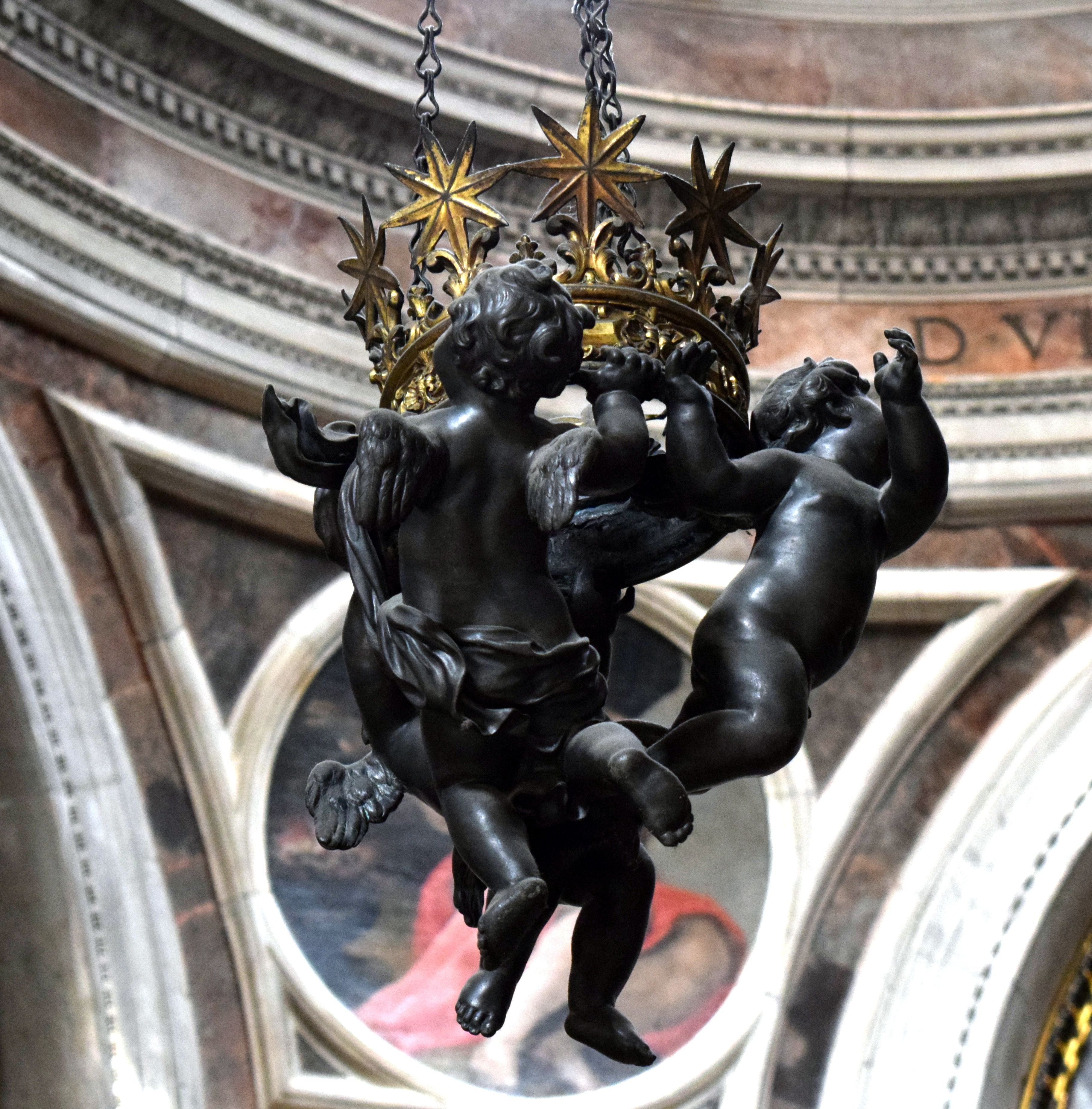
La lámpara de bronce que forma una corona mariana

En la actualidad casi no hay muebles en la capilla excepto una atractiva lámpara eterna de bronce que forma una corona dorada colgada de cadenas, decorada con las estrellas de ocho puntas del Chigi y sostenida por tres querubines voladores. El diseño es una referencia simbólica a la corona de la Virgen, patrona de la capilla y de la familia Chigi. La lámpara fue diseñada por el propio Bernini. En su diario el Papa confirmó la autoría del gran escultor: "Ayer vimos la lámpara de bronce que Bernini hizo para la capilla del Popolo", escribió el 16 de julio de 1657. La lámpara fue modelada por Peter Verpoorten, un asistente flamenco de Bernini, fundida por Francuccio Francucci y dorada por Francesco Perone. Filippo Baldinucci dice en su Vita que Bernini "no estaba acostumbrado a poner menos estudio y aplicación en el diseño de una lámpara de aceite que en el diseño de un edificio muy noble". Una lámpara similar fue creada para la Capilla Cybo en la basílica, una copia fue hecha en 1885 para el Palazzo Chigi en Ariccia, y también se conocen otros moldes de la lámpara.

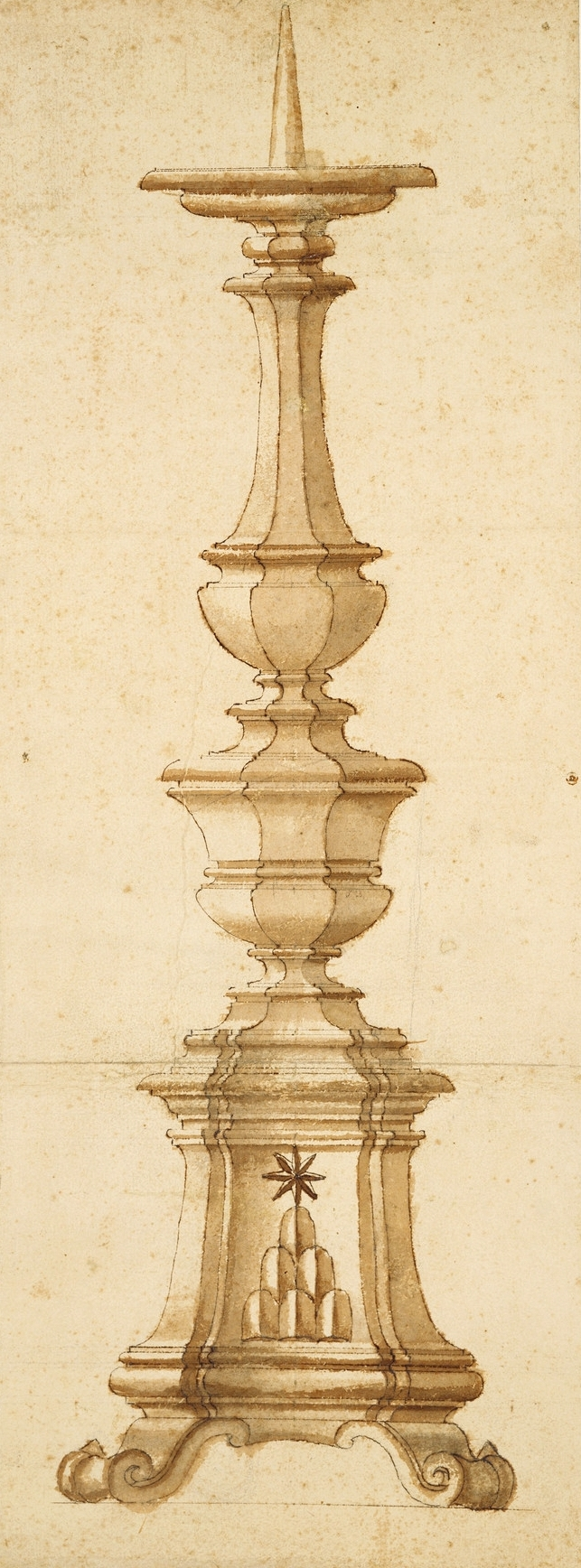
Diseño de los monumentales candelabros de bronce

En la entrada hay dos monumentales candelabros de bronce de 1,5 m de altura con los símbolos de Chigi; estos se encienden durante la celebración de la santa misa. Los candelabros se colocan sobre zócalos de madera pintada. Un dibujo de un seguidor de Bernini en la Colección Real, fechado entre 1655 y 1665, muestra un diseño para un objeto similar, aunque el boceto podría haber sido creado para las velas del altar de la Basílica de San Pedro. El altar está flanqueado por dos puestos de flores de mármol blanco decorados con hojas de palma.
Originalmente Fabio Chigi proporcionó otras piezas de mobiliario eclesiástico para la capilla familiar restaurada. Sobre la mesa del altar se colocaron seis candeleros de bronce dorado, cuya forma y número evocan las seis montañas del emblema de Chigi. Eran variantes de las concebidas por el artista para el altar de San Pedro. Se complementaban con una sacra de madera dorada y un crucifijo-tabernáculo de bronce, cuyo cofre estaba sostenido por cuatro serafines y la puerta decorada con un cáliz y una hostia radiante. Un conjunto similar fue creado por Bernini para la Iglesia de Santa María Assunta en Ariccia. Estas piezas litúrgicas todavía estaban registradas en un inventario en la década de 1720.
Fabio Chigi concedió ocho relicarios a la capilla en 1654 y en 1656, que contenían los huesos de diferentes santos. Los dos conjuntos de pequeñas pirámides de cristal se conservan en el tesoro de la basílica. La forma piramidal parece ser un homenaje a las tumbas piramidales de la capilla.

## Materiales
El uso de piedras raras y caras en toda la capilla es una característica importante que invoca el interior del Panteón, que fue la principal fuente de inspiración de Rafael. Era muy consciente de que los antiguos utilizaban materiales más preciosos que los arquitectos contemporáneos del Renacimiento y tenía la intención de seguir su ejemplo. En una carta al Papa León X (c. 1519) escribió
"... aunque hoy en día la arquitectura puede ser muy inteligente y muy cercana al estilo de los antiguos, [...] sin embargo la ornamentación no se hace con materias primas de coste similar a las utilizadas por los antiguos, que, al parecer, realizaron lo que pensaban con interminables sumas de dinero y cuya voluntad por sí sola superaba todas las dificultades."

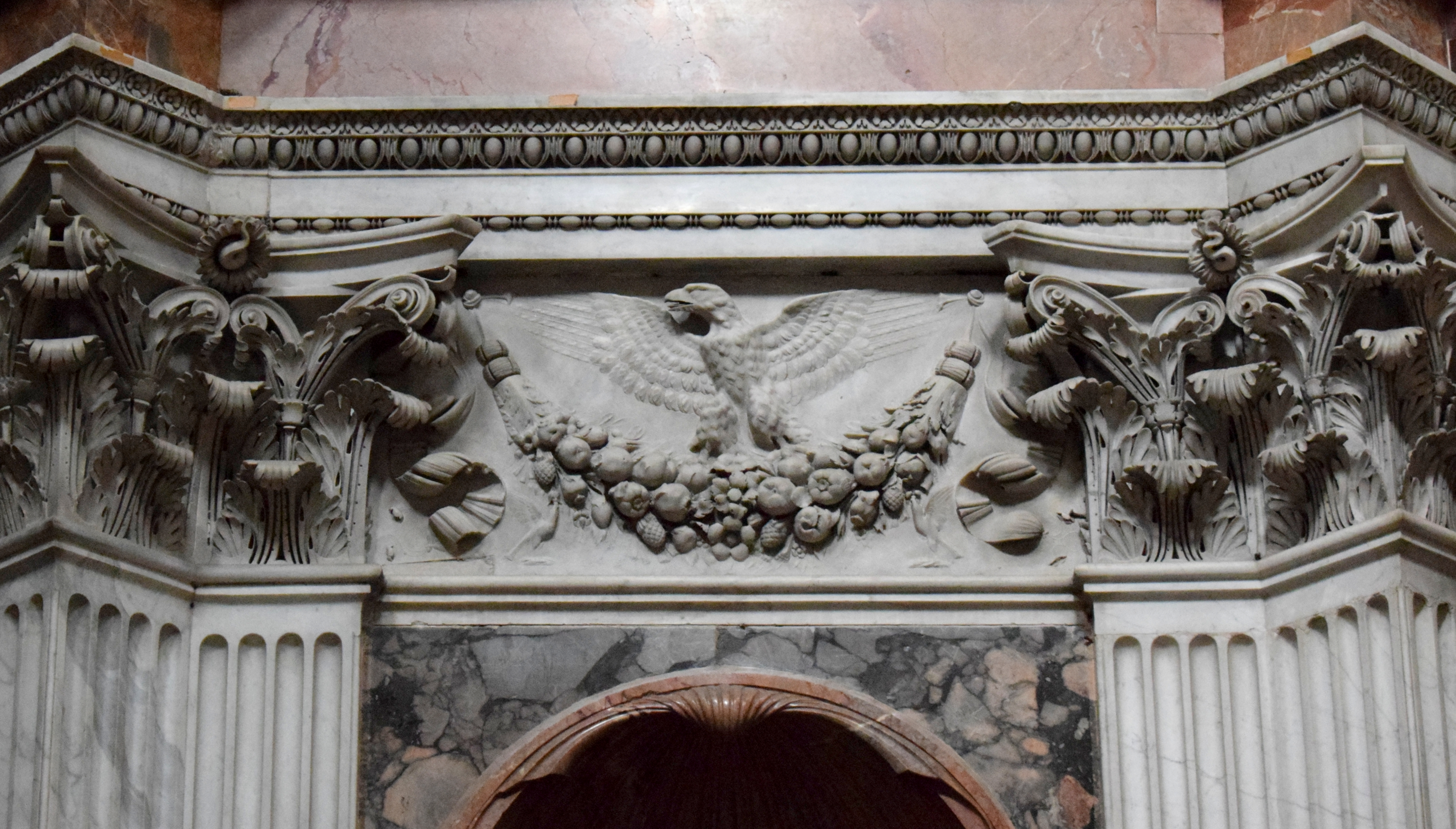
El friso y los capiteles son de mármol blanco "bianco purissimo"

Como pintor, Rafael se sintió naturalmente atraído por los colores vivos de los diferentes tipos de piedras disponibles en Roma desde la antigüedad, y su patrón, Agostino Chigi, fue una de las pocas personas lo suficientemente ricas como para financiar un proyecto que pretendía recrear la exuberancia cromática, en gran medida perdida, de la arquitectura antigua. En la época de Rafael el revestimiento de color de la capilla de Chigi fue una novedad completa en Roma, y permaneció excepcional hasta que la Cappella Gregoriana de la Basílica de San Pedro fue decorada en 1578-80, pero durante la época barroca el uso de mármoles de colores se hizo muy común.
Mármol blanco de Carrara (con vetas grises): pilastras estriadas; mármol blanco "bianco purissimo" de Carrara: capiteles y frisos; mármol estatuario: escalones de altar; mármol bardiglio blanco y gris: pavimento; granito egipcio "rosso di Syene": escalón de entrada monolítico; mármol africano y rosso antico: armazones de las hornacinas; mármol de Portasanta: pirámides, balaustres; verde antico: bases de las pirámides; giallo antico: molduras de las bases de las pirámides, balaustrada; rectángulos rosso di Numidia y Portasanta, cenefas africanas: revestimiento detrás de las pirámides; arcos, balaustres y anillos de la cúpula: mármol blanco de Carrara; rosso antico: friso sobre las tumbas.

## En la cultura popular
Parte del libro de Dan Brown, Ángeles y demonios, tiene lugar en la Capilla Chigi, donde la escultura de Habacuc y el Ángel es uno de los cuatro "marcadores" que conducen a la guarida secreta de los Illuminati.

## Galería

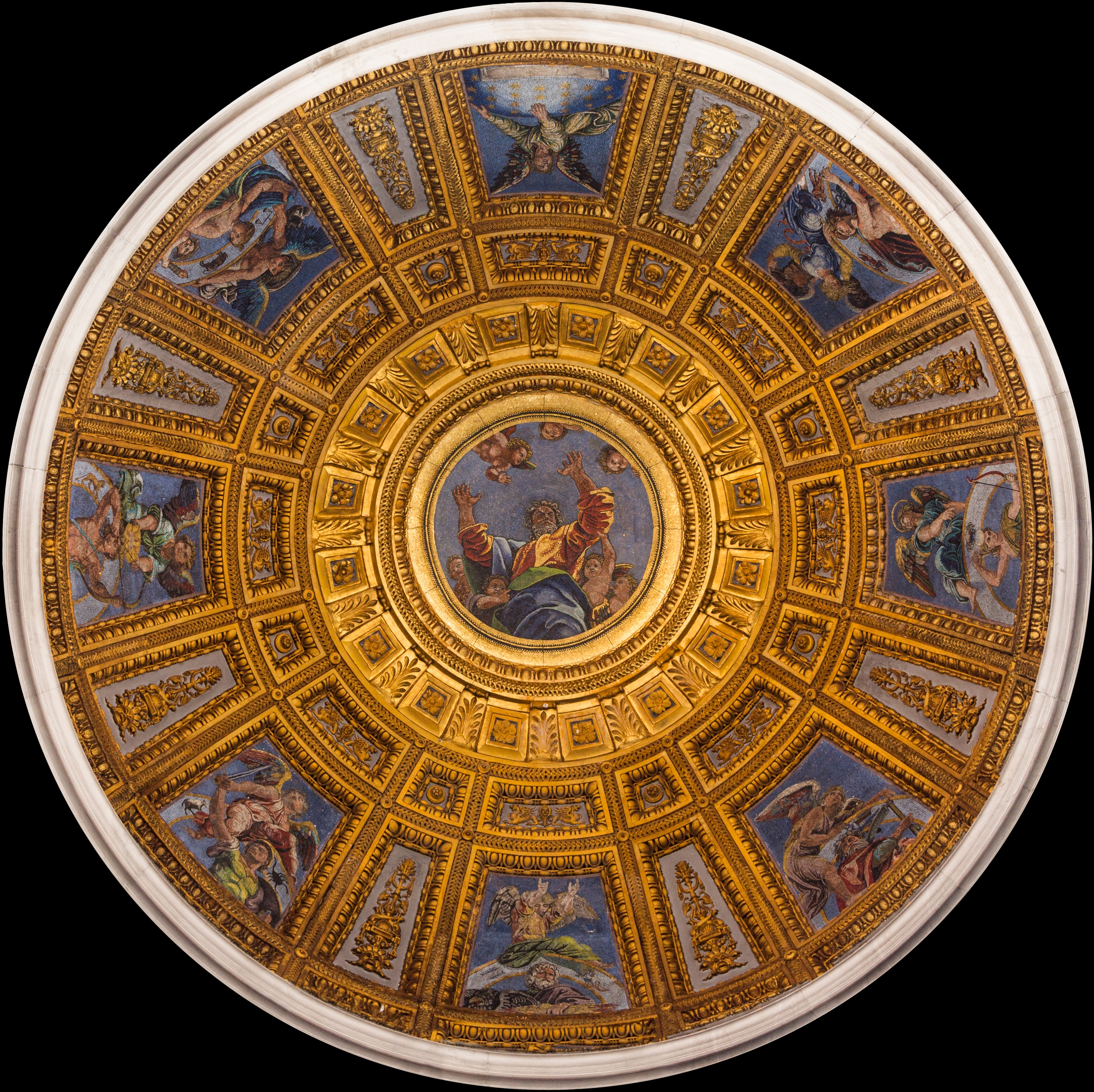
Los mosaicos de Rafael.
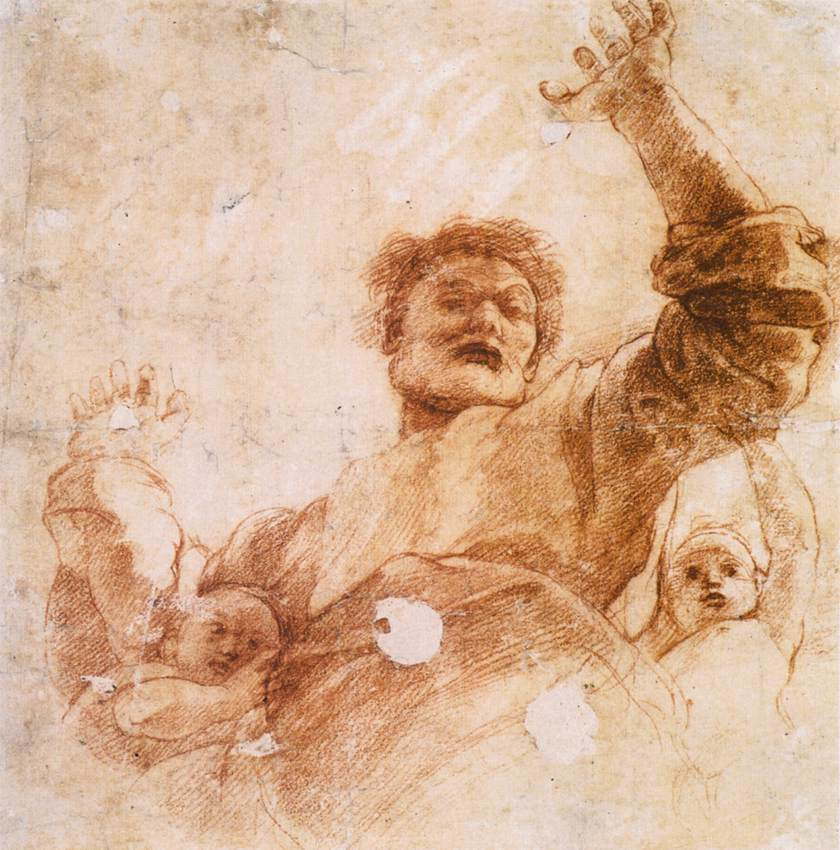
Dios Padre, estudio de Rafael para la cúpula.
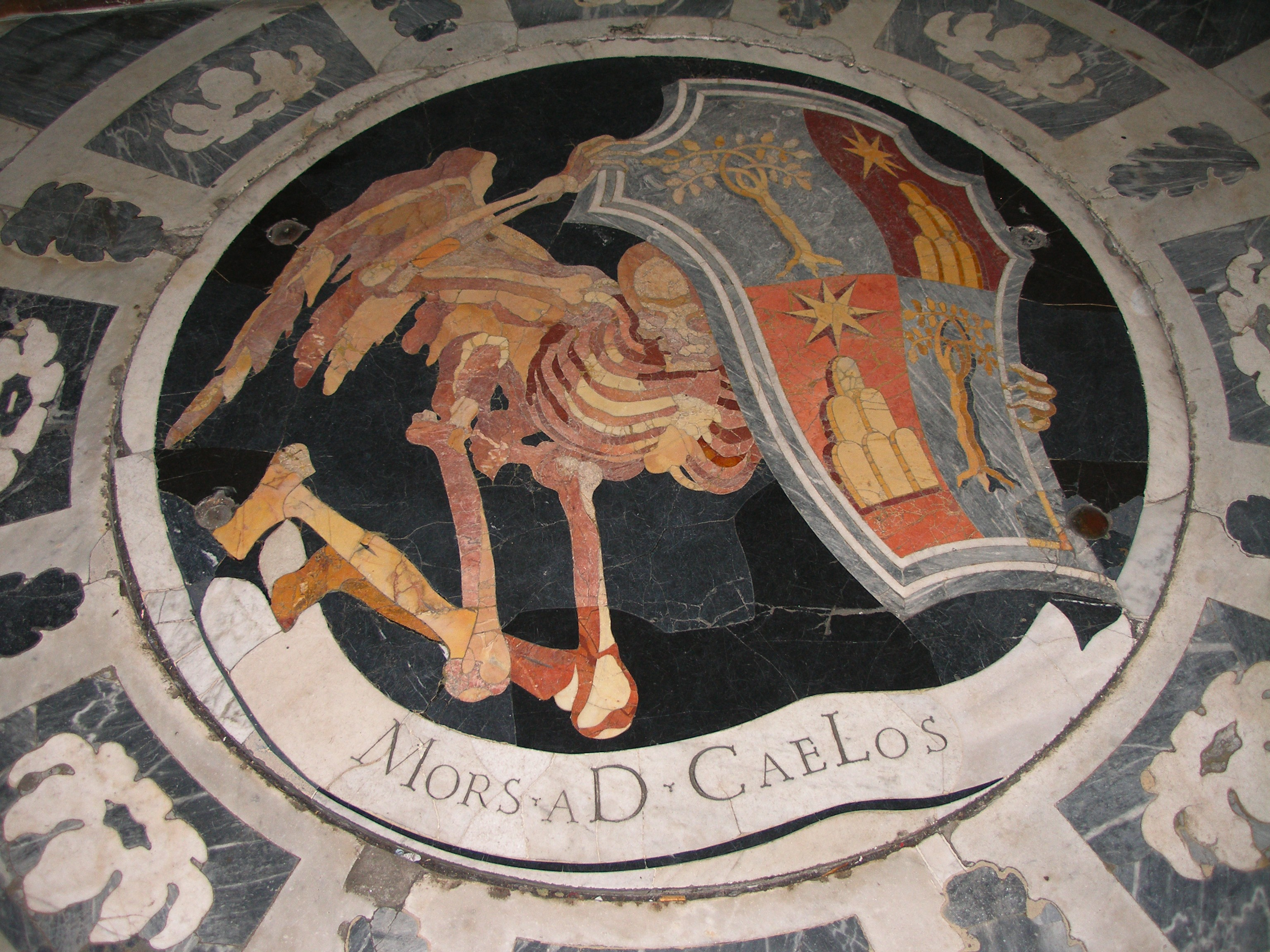
Pavimento Mors ad caelos
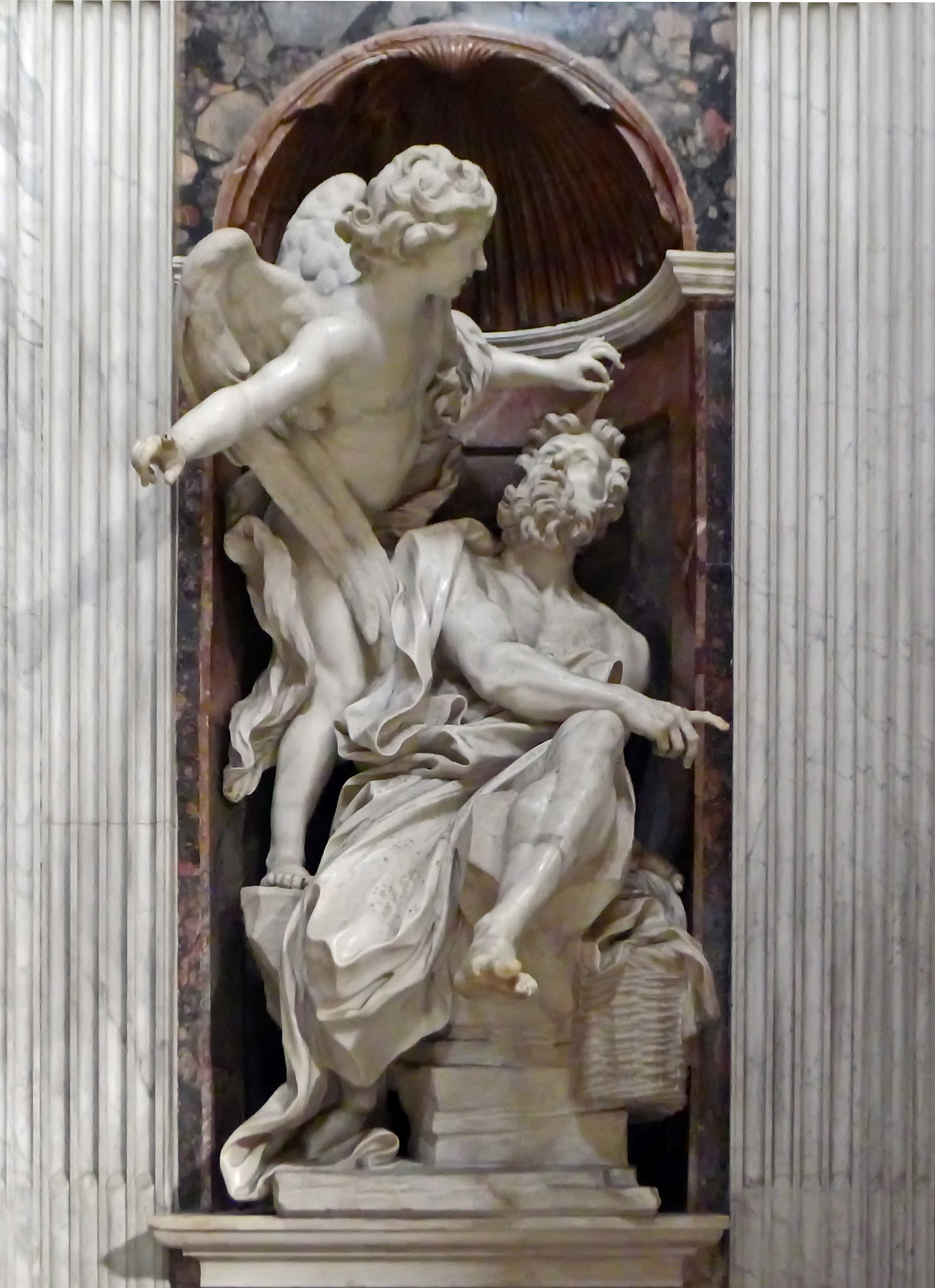
La estatua de Habacuc de Bernini
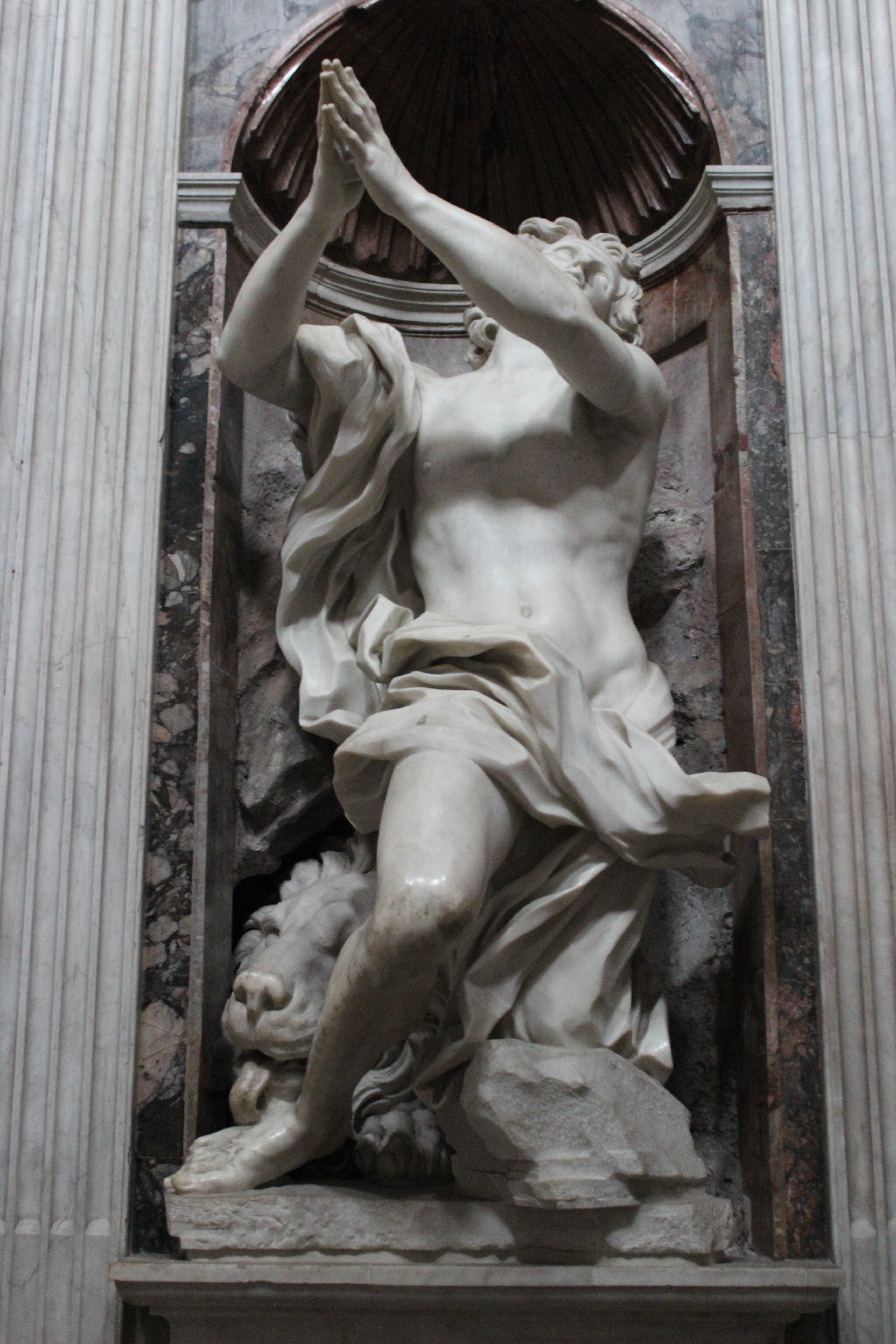
La estatua de Daniel de Bernini
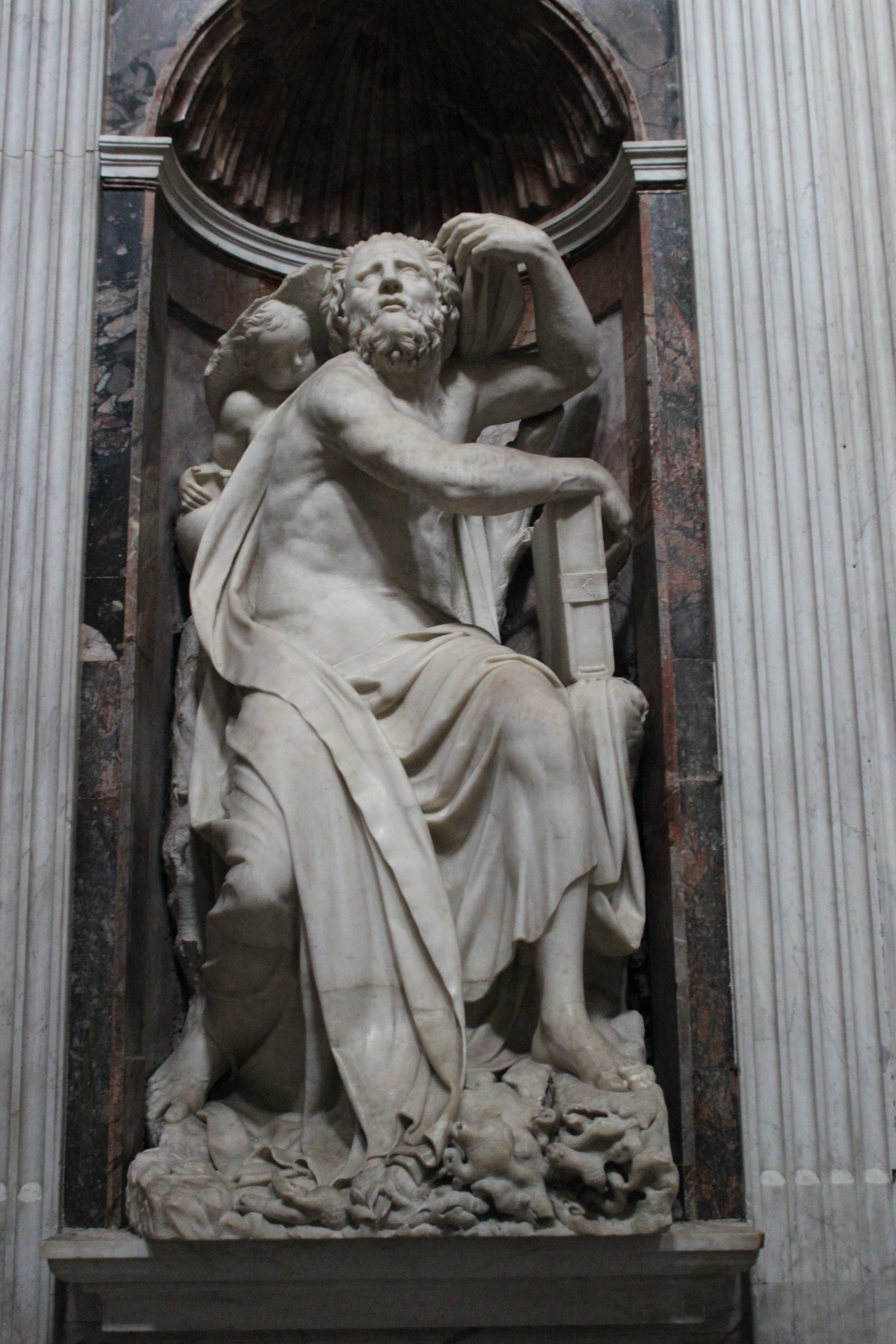
La estatua de Elías de Lorenzetto
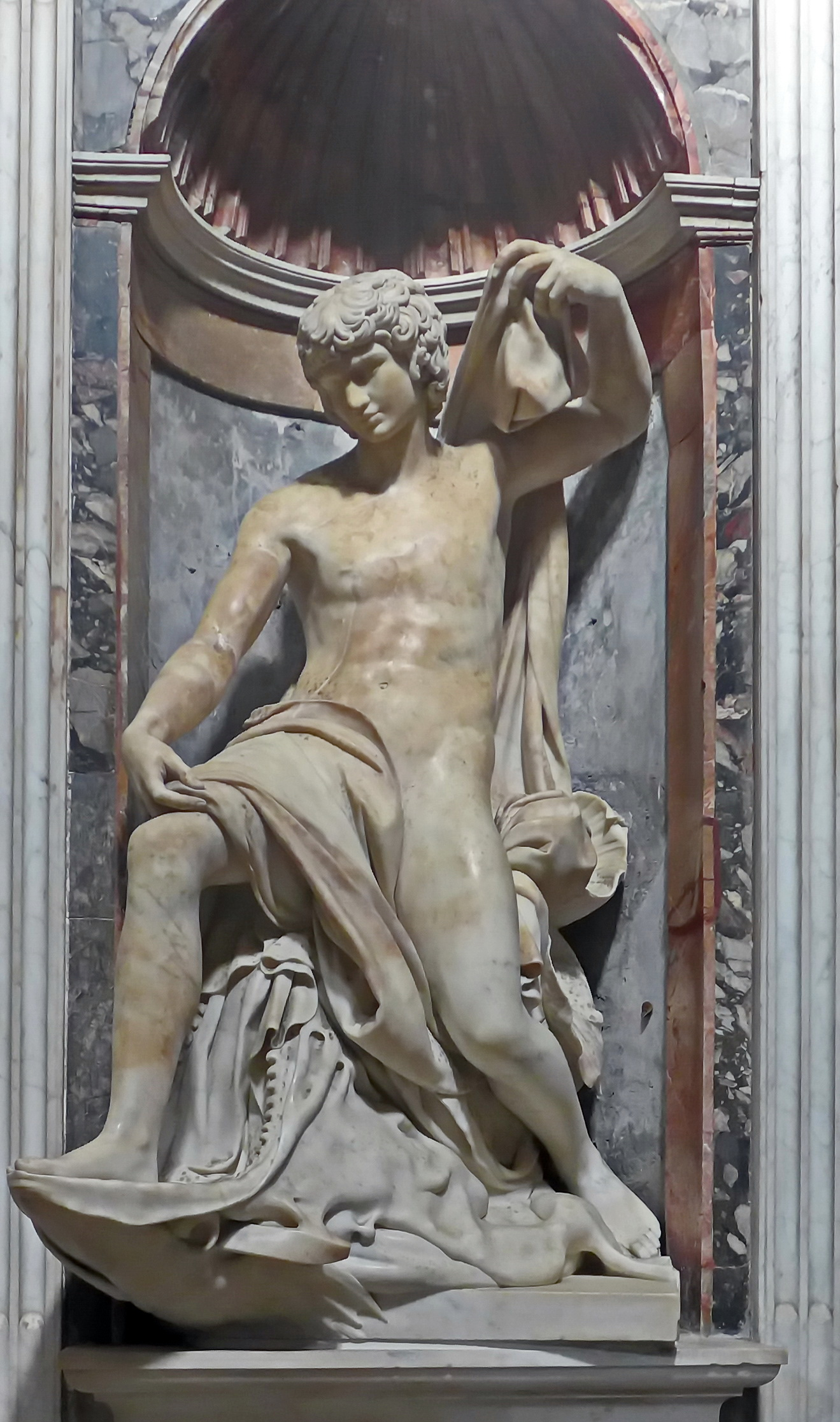
La estatua de Jonás de Lorenzetto
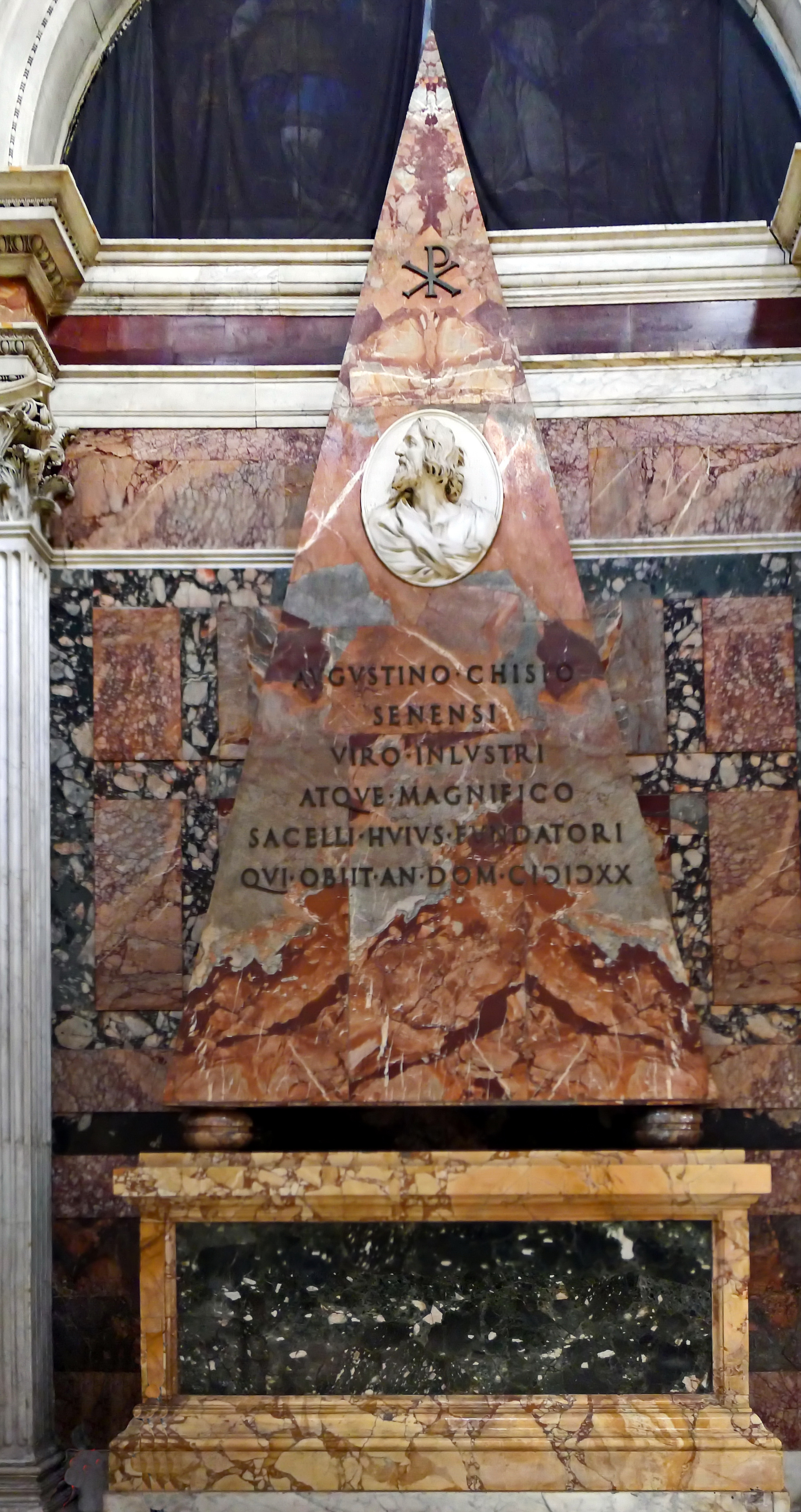
Tumba piramidal de Agostino Chigi
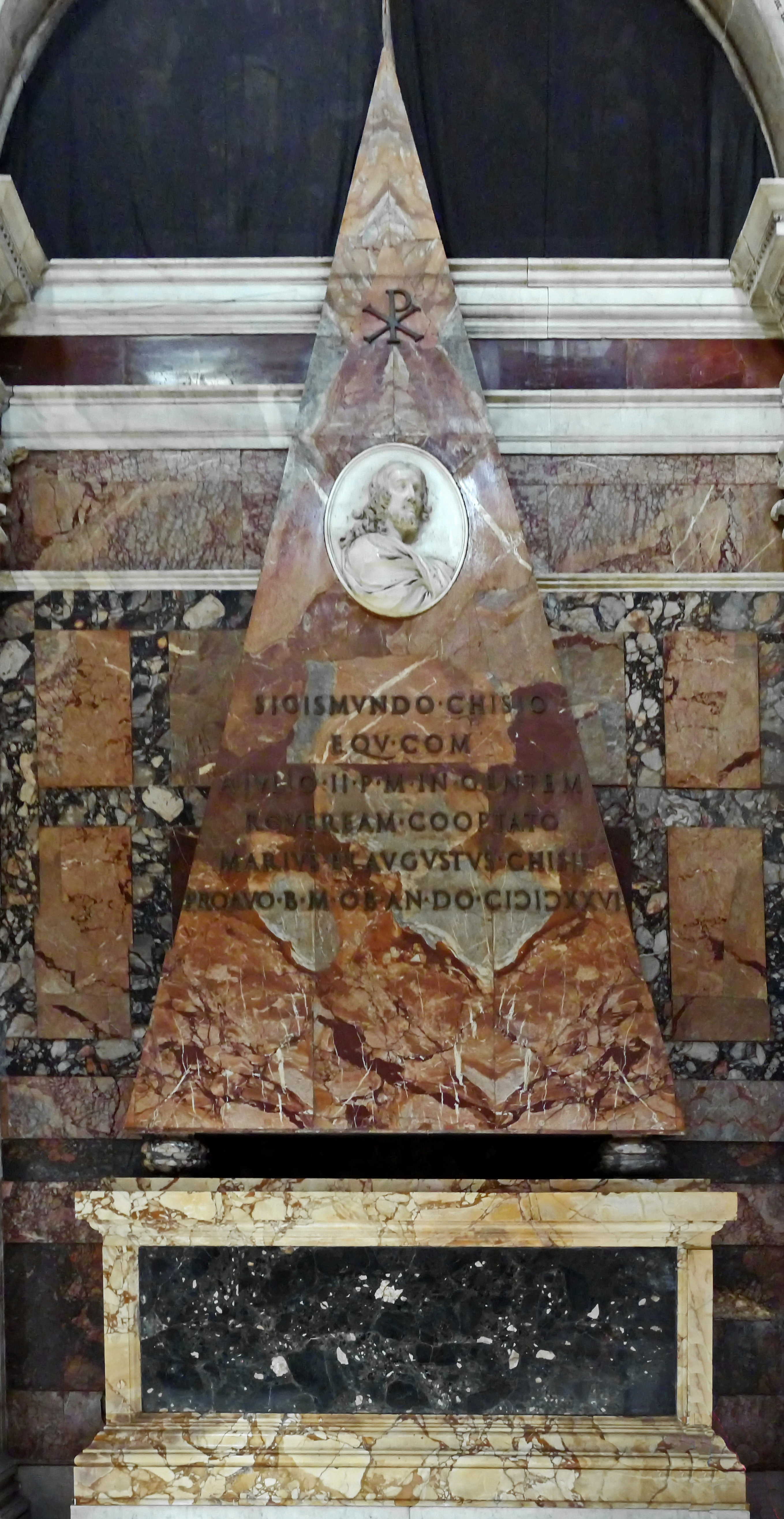
Tumba piramidal de Sigismondo Chigi
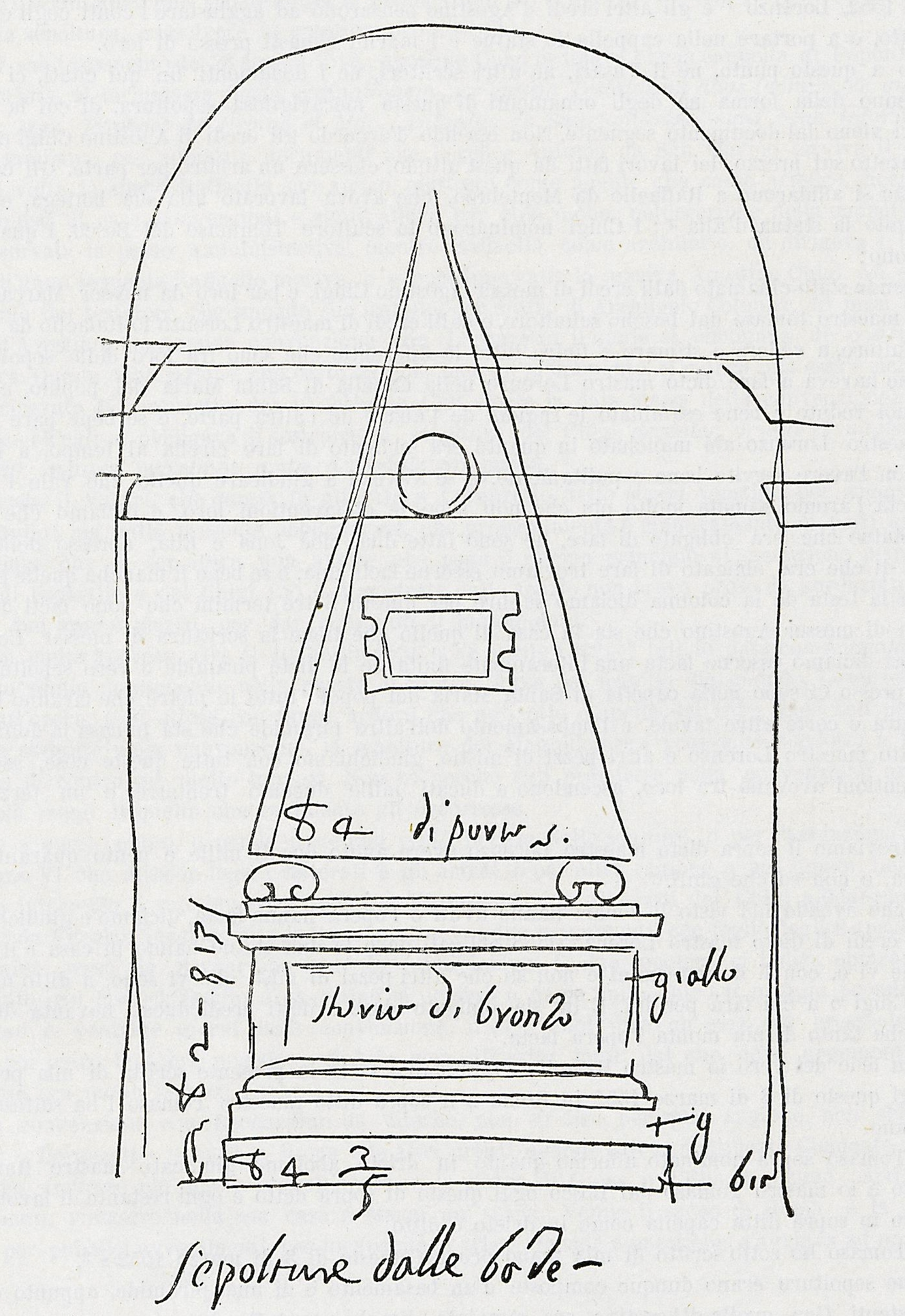
La tumba de Agostino Chigi, boceto atribuido a Dosio.
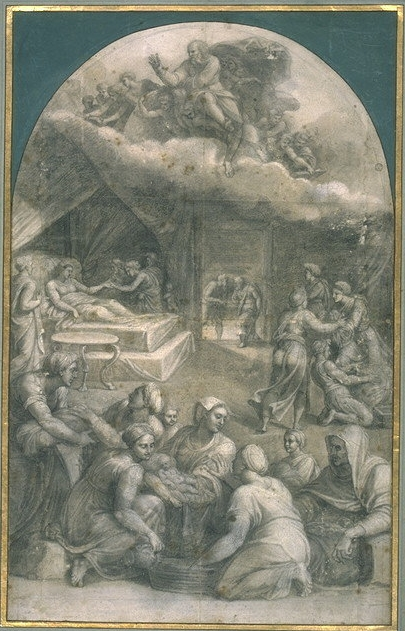
Dibujo de modello para el retablo de Sebastiano del Piombo
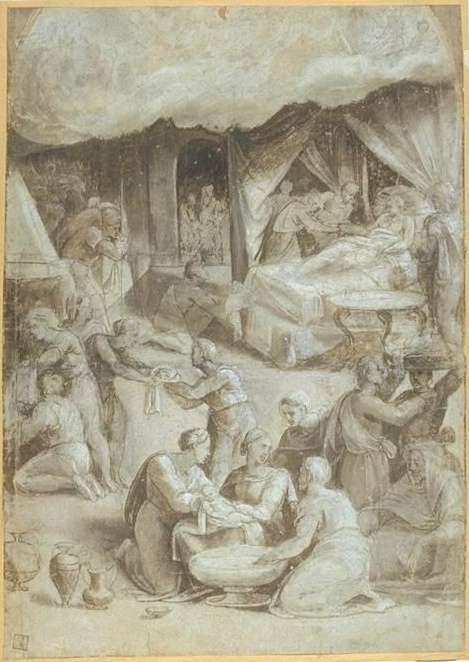
Estudio preparatorio para el retablo
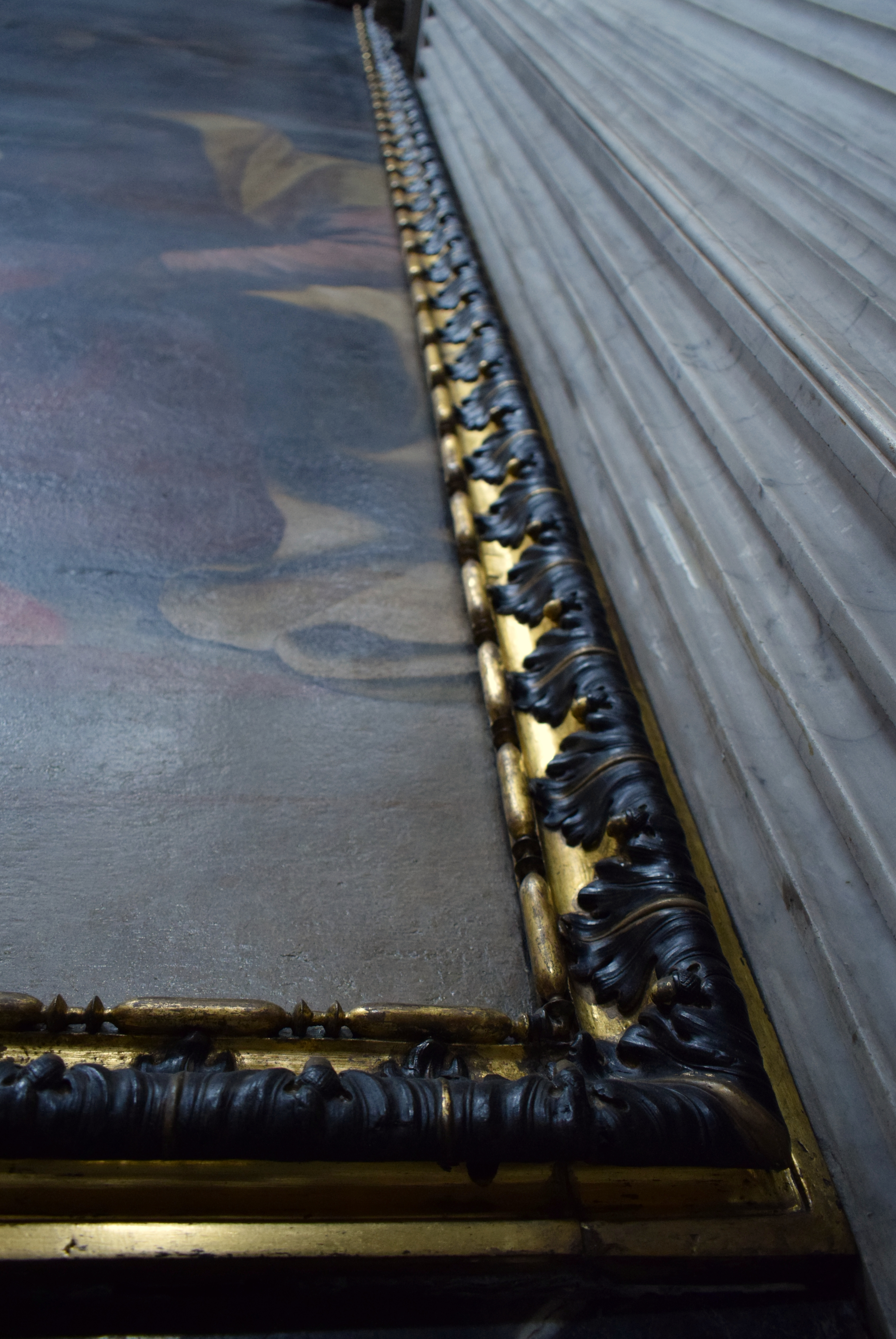
Marco de bronce del retablo con hojas de acanto y bellotas
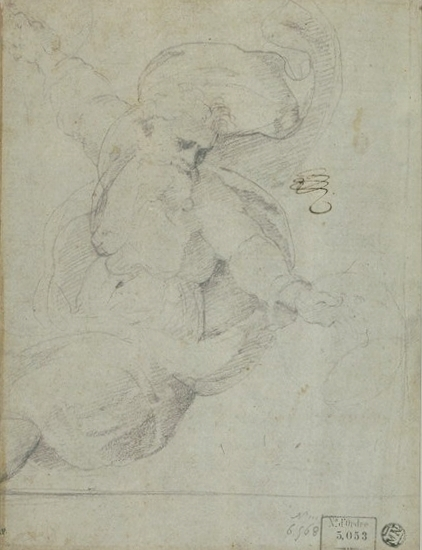
Dios el Padre, estudio de Sebastiano del Piombo para el tambor